# 小野賢章
小野 賢章（おの けんしょう、1989年10月5日 - ）は、日本の声優、俳優、歌手、ナレーター。福岡県福岡市出身。アニモプロデュース所属。妻は同じく声優の花澤香菜。
子役時代から舞台・映画・テレビドラマに出演していた。以前は劇団ひまわり系列の砂岡事務所に所属していたが、2012年9月30日付けで退所。2014年2月にLantisから歌手デビュー。

## 来歴

### 子役時代
4歳で子役デビューする。きっかけは『忍者戦隊カクレンジャー』を見て「この世界に行きたい」と言ったことから、現実的に考えた母親が児童劇団に連れて行った。小学4年生の頃に劇団四季のミュージカル『ライオン・キング』のヤングシンバ役のオーディションに合格する。10か月の長い稽古期間があったが、デビュー間近になった頃に母親と一緒に呼び出され、出演させるには難しい状態であると言われる。「このままやめてもらうか、もう1回稽古場に戻って稽古するか」と選択を迫られた。悔しさと「このまま終わりたくない」という思いで泣きながら「もう1回、やらせてください」と頼み込んだ。『ライオン・キング』には小学5年生から中学1年生まで出演した。
12歳から10年間、映画「ハリー・ポッターシリーズ」の日本語吹き替えで主人公・ハリー・ポッター役を担当した。小野は、ハリー・ポッターの原作を読んだことがなく、オーディションの応募のきっかけは原作のファンだった母親からの強い勧めである。ハリー役が決まった時は、自分以上にハリー・ポッターが大好きな両親が喜んでいたという。当時小学6年生だった小野は役作りについて考えておらず、音響監督の指示通りに演じていたが、徐々に役について自らで解釈をしていくようになる。『ハリー・ポッターとアズカバンの囚人』が声変わりの時期に入っており、戦いの場面では叫び声が出ないこともあってアフレコ収録で苦労したという。無我夢中で演じていた小野だったが、この声変わりがきっかけで芝居について考えるようになった。

### 俳優と声優の両立
『ハリー・ポッター』の吹き替えを契機に、声優としても活動している。同作は大きな転機となり、ハリーをやっていなければ舞台や映像の仕事のみで「声優のお仕事はやっていなかったんじゃないかな」としている。またテレビアニメ『黒子のバスケ』の黒子テツヤ役を演じたことも「大きな人生の分岐点」として挙げている。
小野は「声優は声だけで伝えなきゃいけないけれど、俳優は表情や身体で表現できる。両方難しさがあるけれど俳優として身体を使うのも楽しい」と語っている。声の仕事も舞台の仕事も区別しないように心がけている。声優・役者・歌手活動について「仕事を分けるのではなくて、ひとつひとつを大切に一生懸命やっていきたい」という。今後も声の仕事にこだわらず、いろいろなことに挑戦していきたいとしている。
2014年に声帯ポリープの切除手術を実施した。
2015年5月5日、愛媛県伊予市の初代「ますます伊予市ふるさと観光大使」に就任。
2022年、第16回声優アワードにて主演男優賞を受賞。

## 人物
名前の由来はデザイナーの安部兼章。
趣味はギター。特技は体操、バスケットボール。普通自動車運転免許、自動二輪免許を所有している。
父（7月1日 - ）は愛媛県伊予市出身で、小野も幼少期から遊びに行っていた。親が転勤族だったため、転校を多く経験した。兄と妹（1993年10月7日 - ）がいる。
声優の花澤香菜とは2017年2月18日発売の週刊文春デジタルで交際が報じられ、その際にブログ上で交際を認める発言をした。その後2020年7月8日、所属するアニモプロデュース公式サイトおよび自身のTwitterを通して花澤との結婚を報告。ファンサイトでは結婚報告に関するメッセージ動画も用意された。
EXILEの世界とは前述のライオンキングのヤングシンバ役を同時期に演じていた時からの仲であり、世界がEXILEに加入が決まった時は家族全員で喜んだという。

## 出演
太字はメインキャラクター。

### テレビアニメ
2006年
- ツバサ・クロニクル 第2シリーズ（カオス）

2007年
- 神霊狩/GHOST HOUND（2007年 - 2008年、古森太郎）
- 精霊の守り人（ヤーサム）

2008年
- ポケットモンスター ダイヤモンド&パール（リョウ）
- モノクローム・ファクター（ジョルジュ）

2009年
- ミチコとハッチン（レニーニ）

2010年
- STAR DRIVER 輝きのタクト（アオキ・ツバサ）

2012年
- 黒子のバスケ（2012年 - 2015年、黒子テツヤ） - 3シリーズ / 2016年に『ウインターカップ総集編』劇場上映
- マギ（2012年 - 2014年、練白龍） - 2シリーズ

2013年
- ぎんぎつね（神尾悟）
- 魔界王子 devils and realist（レオナール）

2014年
- アルドノア・ゼロ（2014年 - 2015年、スレイン・トロイヤード） - 2シリーズ / 2025年に総集編『アルドノア・ゼロ（Re+）』劇場上映
- 少年ハリウッド（2014年 - 2015年、舞山春、キャット） - 2シリーズ
- ダイヤのA（2014年 - 2020年、轟雷市） - 3シリーズ
- 真 ストレンジ・プラス（羽井）
- 幕末Rock（沖田総司）
- ポケットモンスター XY（2014年 - 2016年、アラン） - 2シリーズ + 特別編
- 遊☆戯☆王ARC-V（2014年 - 2017年、榊遊矢、ユーリ、ズァーク / 覇王龍ズァーク）

2015年
- 終わりのセラフ（百夜ミカエラ） - 2シリーズ
- キュートランスフォーマー 帰ってきたコンボイの謎（ホットロディマス） - 2シリーズ
- 銀魂゜（黒子野太助）
- 攻殻機動隊 ARISE ALTERNATIVE ARCHITECTURE（ブリンダジュニア）
- Charlotte（隆人）
- 純潔のマリア（ジョセフ）
- スタミュ（2015年 - 2019年、那雪透） - 3シリーズ
- 戦国無双（豊臣秀頼）
- 蒼穹のファフナー EXODUS（鏑木彗）

2016年
- あはれ!名作くん（2016年 - 2022年、ボルト、鬼教師、ナレーション、3セン法師、パペット、ウィザー・ドー 他）
- エンドライド（浅永瞬）
- ALL OUT!!（2016年 - 2017年、大原野越吾）
- おじゃる丸（2016年 - 2024年、17歳の坂ノ上おじゃる丸、おじゃる源氏、取引相手）
- 田中くんはいつもけだるげ（田中）
- ツキウタ。 THE ANIMATION（2016年 - 2020年、神無月郁） - 2シリーズ
- プリンス・オブ・ストライド オルタナティブ（小日向穂積）
- 文豪ストレイドッグス（2016年 - 2023年、芥川龍之介、優） - 4シリーズ
- ポンコツクエスト〜魔王と派遣の魔物たち〜（カツラギ）
- ももくり（宇佐美誠一郎）
- ユーリ!!! on ICE（ピチット・チュラノン）
- ラクエンロジック（剣美親）
- ReLIFE（海崎新太）
- WWW.WORKING!!（進藤ユータ）

2017年
- BORUTO-ボルト- NARUTO NEXT GENERATIONS（2017年 - 2023年、奈良シカダイ、芥、強盗団 他）
- 恋愛暴君（藍野青司）
- 神撃のバハムート VIRGIN SOUL（アレサンド）
- 兄に付ける薬はない!-快把我哥帯走-（2017年 - 2020年、開心、生徒） - 4シリーズ
- ロクでなし魔術講師と禁忌教典（レオス＝クライトス）
- 徒然チルドレン（赤木正文）
- DIVE!!（松野清孝）
- イケメン戦国◆時をかけるが恋は始まらない（真田幸村）
- 魔法陣グルグル（クロコ）
- バチカン奇跡調査官（ヨゼフ・ルコラス・バートリッチ）
- THE REFLECTION（ヴォルト・ヴォーテックス）

2018年
- アイドリッシュセブン（2018年 - 2023年、七瀬陸） - 4シリーズ
- 覇穹 封神演義（太公望）
- 博多豚骨ラーメンズ（榎田）
- 続 刀剣乱舞-花丸-（物吉貞宗）
- 伊藤潤二『コレクション』（大塚）
- 斉木楠雄のΨ難（佐藤広）
- 東京喰種トーキョーグール:re（死堪） - 2シリーズ
- ゾイドワイルド（2018年 - 2019年、アラシ）
- アンゴルモア 元寇合戦記（長嶺判官）
- アイカツフレンズ!（2018年 - 2019年、蝶乃舞人） - 2シリーズ
- RErideD-刻越えのデリダ-（デリダ・イヴェン）
- ジョジョの奇妙な冒険 黄金の風（2018年 - 2019年、ジョルノ・ジョバァーナ、ジョルノ・ジョバァーナ〈ナランチャ・ギルガ〉）
- 進撃の巨人（2018年 - 2023年、フロック・フォルスター） - 5シリーズ
- イナズマイレブン オリオンの刻印（ペク・シウ）
- ツルネ シリーズ（2018年 - 2023年、藤原愁） - 2シリーズ

2019年
- ねこねこ日本史（家臣A、島津義久、北条氏直）
- 同居人はひざ、時々、頭のうえ。（朏素晴）
- ポプテピピック TVスペシャル 白虎ver.（ピピ美〈第13話Bパート〉）
- FAIRY TAIL（ラーケイド・ドラグニル）
- ビジネスフィッシュ（IKAちゃん）
- BEM（ベロ）
- ヴィンランド・サガ（2019年 - 2023年、クヌート） - 2シリーズ
- バビロン（文緒厚彦）
- ハイスコアガールII（玉川学園前サスカッチ）
- ACTORS -Songs Connection-（花隈竜之介）
- ラディアン（2019年 - 2020年、ディアバル）

2020年
- うちタマ?! 〜うちのタマ知りませんか?〜（山田ポチ）
- 痛いのは嫌なので防御力に極振りしたいと思います。（2020年 - 2023年、ペイン） - 2シリーズ
- 啄木鳥探偵處（平井太郎）
- 体操ザムライ（レオナルド）
- 池袋ウエストゲートパーク（クロウ）
- エタニティ 〜深夜の濡恋ちゃんねる♡〜（田中雅史） -  通常版

2021年
- 2.43 清陰高校男子バレー部（灰島公誓）
- バック・アロウ（ビット・ナミタル）
- 文豪ストレイドッグス わん!（芥川龍之介）
- Dr.STONE（2021年 - 2025年、西園寺羽京） - 5シリーズ + 特別編
- SK∞ エスケーエイト（菊池忠）
- セスタス -The Roman Fighter-（ルスカ）
- Vivy -Fluorite Eye's Song-（冴木タツヤ）
- 歌うサッカーパンダ ミファンダ（3番）
- NIGHT HEAD 2041（黒木ユウヤ）
- 僕のヒーローアカデミア（白雲朧）
- 古見さんは、コミュ症です。（2021年 - 2022年、忍野裳乃） - 2シリーズ

2022年
- 幻想三國誌 -天元霊心記-（應幾）
- トライブナイン（轟英二）
- ラブオールプレー（東山太一）
- 勇者、辞めます（レオ・デモンハート）
- サマータイムレンダ（菱形窓）
- SPY×FAMILY（2022年 - 2023年、ユーリ・ブライア） - 3シリーズ
- もっと!まじめにふまじめ かいけつゾロリ（ライ）
- アオアシ（中村平）
- トモダチゲーム（紫宮京）
- ポケットモンスター（アラン）
- シャドーハウス（クリストファー / アンソニー）
- よふかしのうた（2022年 - 2025年、夕真昼） - 2シリーズ

2023年
- お隣の天使様にいつの間にか駄目人間にされていた件（門脇優太）
- 勇者が死んだ!（ネクロマンサーの男 / フリードリヒ・ノルシュテイン）
- 地獄楽（2023年 - 2026年、山田浅ェ門桐馬） - 2シリーズ
- AIの遺電子（ジョー）
- 僕らの雨いろプロトコル（時野谷瞬）
- ドッグシグナル（2023年 - 2024年、佐村未祐）
- Paradox Live THE ANIMATION（夜叉 / 九頭竜智生）

2024年
- HIGH CARD（ソニックムーブ）
- SHAMAN KING FLOWERS（ルドセブ・ミュンツァー）
- シンカリオン チェンジ ザ ワールド（2024年 - 2025年、フォールデンアカネ）
- 戦隊大失格（2024年 - 2025年、イエローキーパー、碧流亜乱） - 2シリーズ
- THE NEW GATE（シン）
- ワンルーム、日当たり普通、天使つき。（映画の主人公）
- ATRI -My Dear Moments-（斑鳩夏生）
- キン肉マン 完璧超人始祖編（ジェロニモ）
- ハズレ枠の【状態異常スキル】で最強になった俺がすべてを蹂躙するまで（ミラの狂美帝）
- 魔導具師ダリヤはうつむかない（グイード・スカルファロット）
- 嘆きの亡霊は引退したい（クライ・アンドリヒ）
- パーティーから追放されたその治癒師、実は最強につき（ラウスト）
- 青のミブロ（2024年 - 2025年、沖田総司）
- ブルーロック VS. U-20 JAPAN（颯波留）
- アオのハコ（2024年 - 2025年、遊佐柊仁）

2025年
- 天久鷹央の推理カルテ（小鳥遊優）
- この会社に好きな人がいます（鈴木誠也）
- 異修羅（絶対なるロスクレイ）
- ユア・フォルマ（ハロルド・W・ルークラフト、マーヴィン、スティーブ）
- あらいぐま カルカル団（サブカル）
- LAZARUS ラザロ（シュナイダー）
- 増田こうすけ劇場 ギャグマンガ日和GO（チュパカブラ、立花北枝）
- 夢中さ、きみに。（林美良）
- よふかしのうた（夕真昼）
- 無職の英雄 〜別にスキルなんか要らなかったんだが〜（アレル）
- ちゃんと吸えない吸血鬼ちゃん（大鳥辰太）

2026年
- 火喰鳥 羽州ぼろ鳶組（加持星十郎）

### 劇場アニメ
2011年
- 鬼神伝（天童純）

2013年
- 十五少年漂流記〜海賊島DE!大冒険〜（マンゴスティ）

2014年
- 聖闘士星矢 LEGEND of SANCTUARY（氷河）

2015年
- BORUTO -NARUTO THE MOVIE-（奈良シカダイ）

2016年
- 映画 聲の形（永束友宏）

2017年
- 劇場版 黒子のバスケ LAST GAME（黒子テツヤ）

2018年
- 文豪ストレイドッグス DEAD APPLE（芥川龍之介）
- 映画 プリキュアスーパースターズ!（クローバー）

2020年
- 泣きたい私は猫をかぶる（伊佐美正道）
- 劇場版BEM〜BECOME HUMAN〜（ベロ）

2021年
- 機動戦士ガンダム 閃光のハサウェイ（2021年 - 、ハサウェイ・ノア〈マフティー・ナビーユ・エリン〉） - 2作品

2022年
- 地球外少年少女（筑波大洋） - 前後編に分けて劇場公開、Netflixでは全6話で配信
- 劇場版ツルネ -はじまりの一射-（藤原愁）

2023年
- らくだい魔女 フウカと闇の魔女（キース）
- 劇場版アイドリッシュセブン LIVE 4bit BEYOND THE PERiOD（七瀬陸）
- 駒田蒸留所へようこそ（高橋光太郎）
- 劇場版 乙女ゲームの破滅フラグしかない悪役令嬢に転生してしまった…（アーキル）
- 劇場版 SPY×FAMILY CODE: White（ユーリ・ブライア）

2024年
- 好きでも嫌いなあまのじゃく（八ッ瀬柊）
- RABBITS KINGDOM THE MOVIE（神無月郁）

2025年
- ベルサイユのばら（ロベスピエール）

### OVA
- アニマトリックス「ビヨンド」（2003年、マナブ）
- サブマリン707R（2003年、水早賢次[186]）
- コイ☆セント（2011年、シンイチ[187]）
- 幕末Rock『湯煙推理劇!温泉怪事件ぜよ!!』（2014年、沖田総司）
- スタミュ（2016年 - 2018年、那雪透）
- 機動戦士ガンダム THE ORIGIN（2017年 - 2018年、ユウキ[188]） - 2019年に再編集作品『THE ORIGIN 前夜 赤い彗星』テレビ放送
- ReLIFE"完結編"（2018年、海崎新太[189]）
- ハイスコアガール（2019年、玉川学園前サスカッチ[190]）
- 蒼穹のファフナー THE BEYOND（2019年 - 2021年、鏑木彗[191]）
- アルドノア・ゼロ EP24.5:雨の断章 -The Penultimate Truth-（2025年、スレイン・トロイヤード[192][43]）

### Webアニメ
2019年
- ベイブレードバースト ガチ（2019年 - 2020年、茜デルタ）
- 7SEEDS（2019年 - 2020年、安居） - 2シリーズ
- 斉木楠雄のΨ難 Ψ始動編（佐藤広）

2020年
- 日本沈没2020（KITE）
- シャーリー 私を守る君を、守りたいから。（イヴァン）

2021年
- 青い羽みつけた!（カワセミ）
- 範馬刃牙（カモミール・レッセン）
- ガンダムブレイカー バトローグ（フドウ・リュウセイ）

2022年
- TIGER & BUNNY 2（ムガン）
- もっと!まじめにふまじめ かいけつゾロリ ゾロリのへや（ライ）
- BASTARD!! -暗黒の破壊神-（2022年 - 2023年、カル＝ス） - 2シリーズ
- よふかしのうた ミニアニメ（夕真昼）
- 兄に付ける薬はない!-快把我哥帯走-（第5期）（開心）
- あはれ!名作くん（2022年 - 2023年、ボルト、ナレーション、友人）

2023年
- マリマリマリー（曽根山、しゅんぺい、大野章賢、大野 他）
- 僕らの雨いろプロトコル ミニアニメ（時野谷瞬）
- にゃんかむちゅ～ シーズン2（マウマウ）
- 陰陽師（忠見）

2024年
- テイコウペンギン（新入社員)
- にゃんかむちゅ〜 シーズン3』（マウマウ、コヤン）

### ドラマCD
- 憧れのデートCD vol.5 人気者の後輩とヒミツの関係編
- いざ、出陣!恋戦 第二幕 武将探偵 上杉謙信 〜干し柿殺人事件〜（長尾景勝[301]）
- WEB版 WORKING!!（進藤ユータ[302]）
- 黒子のバスケ シリーズ（黒子テツヤ）
  - 黒子のバスケ DRAMA THEATER 1st GAMES「たまにはいいと思いますよ」
  - 黒子のバスケ DRAMA THEATER 2nd GAMES「それがボクたちのバスケです」
  - 黒子のバスケ DRAMA THEATER 3rd GAMES「すれ違っているかもしれません」
  - スペシャルドラマCD「お好み焼き、食べないか？」
  - スペシャルドラマCD「お片付けといきますか！」
- ツキウタ。 シリーズ（神無月郁[303]）
  - ツキウタ。ドラマ！その3 - 4
  - 魔王様IN通販ワンダーランド
- Dollyholic（セーズ[304]）
- 幕末Rock シリーズ（沖田総司[305]）
  - 「絶叫！熱狂！温泉バトル」
  - 「豚小屋物語」
  - 「学園Rock 絶叫! 熱狂! 選挙バトル」
  - 「豚小屋物語 マニアックス」
  - 「幕末Rock 虚魂」ドラマCD第1幕 「超魂再臨!!」
  - 「幕末Rock 虚魂」ドラマCD第２幕「黄泉歌聖（カオスレギオン）そしてクライマックスへ」
- ニーチェ先生〜コンビニに、さとり世代の新人が舞い降りた〜（松駒くん[306]）
- 四月一日さんには僕がたりない（三月終[307]）
- アルドノア・ゼロ シリーズ（スレイン・トロイヤード）
- 嘘つきボーイフレンド（桜井大智）
  - 「嘘つきボーイフレンド〜本気のボーイフレンド」
  - 「嘘つきボーイフレンド3（仮）」
- ハニー（二見彩葉）
- プリンス・オブ・ストライド シリーズ（小日向穂積）
  - プリンス・オブ・ストライド オーディオドラマ MY FIRST LOVE Vol.3　小日向穂積＆桜井奈々[308]
  - TVアニメ「プリンス・オブ・ストライド オルタナティブ」オーディオドラマ TAKE A DAY OFF[309]
- ディメンタルマン ロイドのカルテ SOUNDSHOT（キリアン・ロイド）
- 黒崎くんの言いなりになんてならない ドラマCD（白河タクミ）
- 田中くんはいつもけだるげ ドラマCD 第1巻（田中[310]）
- イケメン戦国◆時をかける恋 シチュエーションCD（真田幸村）
- ぼくらの選択（斎灯）
- FABULOUS NIGHT（緋野天魔[311]）
- ゆるデイズ～異能力系男子のゆるゆる生活～（東公平）
- アオペラ -aoppella!?-（柊迫侃）
- STATION IDOL LATCH!（東海林鈴音[312]）
- Paradox Live (九頭竜智生[313])
- BAD TOWN REVERSAL（午堂巽）
- ねこカフェ男子（響野夏也[314]）

### ラジオドラマ
- NHK-FMFMシアター
  - 大きな家の大いなる一日（ナビイ）
  - バースデイケーキ
  - 百億光年の貝殻（洋）
  - 冬の終わりのゴキブリの…（ゴキブリ弟・瑠偉）
  - 素敵な十六歳
- NHK-FM青春アドベンチャー
  - 赤いバス（ミツオ）
  - おいしいコーヒーの入れ方（ヒロアキ）
  - 王の眠る丘
  - 光の島（照屋賢太）
  - 風神秘抄（全10回） （草十郎）
  - 闇の守り人（全10回）（カッサ）
  - チキンライス（にいちゃん）
  - 砂漠の歌姫（全10回）
  - シブちゃん（全10回） （シブちゃん）

### 吹き替え

#### 担当俳優
ダニエル・ラドクリフ
- ハリー・ポッターシリーズ（2001年 - 2011年、ハリー・ポッター）
  - ハリー・ポッターと賢者の石
  - ハリー・ポッターと秘密の部屋
  - ハリー・ポッターとアズカバンの囚人
  - ハリー・ポッターと炎のゴブレット
  - ハリー・ポッターと不死鳥の騎士団
  - ハリー・ポッターと謎のプリンス
  - ハリー・ポッターと死の秘宝 PART1
  - ハリー・ポッターと死の秘宝 PART2

- ディセンバー・ボーイズ（2008年、マップス）
- ウーマン・イン・ブラック 亡霊の館（2013年、アーサー・キップス）
- キル・ユア・ダーリン（2014年、アレン・ギンズバーグ）
- ヤング・ドクター（2014年、ヤング・ドクター）
- ホーンズ 容疑者と告白の角（2015年、イグ・ペリッシュ）
- グランド・イリュージョン 見破られたトリック（2017年、ウォルター・メイブリー）
- ヴィクター・フランケンシュタイン（2017年、イゴール・ストラウスマン）
- エイミー、エイミー、エイミー! こじらせシングルライフの抜け出し方（2017年、ドッグ・ウォーカー）
- スイス・アーミー・マン（2018年、メニー）
- ジャングル ギンズバーグ19日間の軌跡（2018年、ヨッシー・ギンズバーグ）
- フライト・リミット（2018年、ショーン）
- アンブレイカブル・キミー・シュミット: キミーVS教祖（2020年、フレデリック王子）
- プリズン・エスケープ 脱出への10の鍵（2021年、ティム）
- ガンズ・アキンボ（2021年、マイルズ）
- ハリー・ポッター20周年記念: リターン・トゥ・ホグワーツ（2022年、本人）
- ザ・ロストシティ（2022年、アビゲイル・フェアファックス）

ノア・センティネオ
- 好きだった君へシリーズ（2018年 - 2021年、ピーター・ケヴィンスキー）
  - 好きだった君へのラブレター
  - 好きだった君へ: P.S.まだ大好きです
  - 好きだった君へ: これからもずっと大好き
  - 愛をこめて、キティより

- シエラ・バージェスはルーザー（2018年、ジェイミー）
- パーフェクト・デート（2019年、ブルックス・ラティガン）

#### 映画
- パール・ハーバー（2001年、少年時代のレイフ・マコーレー〈ジェシー・ジェームズ〉）※ソフト版
- トラブル・キッズ マックス・キーブルの大逆襲（2002年、マックス・キーブル〈アレックス・D・リンツ〉）
- オールド・ルーキー（2003年）
- ザ・ロイヤル・テネンバウムズ（2003年、ウジイ・テネンバウム〈ジョナ・メイヤーソン〉）
- シービスケット（2004年、少年時代のレッド・ポラード〈マイケル・アンガラノ〉）
- 北京ヴァイオリン（2004年、チュン〈タン・ユン〉）
- ミスティック・リバー（2004年、少年時代のデイヴ・ボイル）
- アイ・アム・デビッド（2005年）
- しあわせ色のルビー（2005年、ヨシ）
- ヒューマン・キャッチャー（2005年、ビリー）
- ルパン三世（2014年、ピエール〈キム・ジュン〉）
- ぼくとアールと彼女のさよなら（2017年、グレッグ〈トーマス・マン〉）
- ブレイク・ビーターズ（2017年、フランク〈ゴードン・ケメラー〉[325]）
- くるみ割り人形と秘密の王国（2018年、フィリップ〈ジェイデン・F・ナイト〉[326]）
- ダンケルク（2018年、トミー〈フィン・ホワイトヘッド〉[327]）
- ドラゴンハート 〜新章:戦士の誕生〜（2018年、エドリック〈トム・リース・ハリーズ〉）
- モリーズ・ゲーム（2018年、プレイヤーX〈マイケル・セラ〉）
- マレフィセント2（2019年、フィリップ王子〈ハリス・ディキンソン〉[328]）
- ムーラン（2020年、クリケット〈ジュン・ユー〉[329]）
- フリー・ガイ（2021年、キーズ〈ジョー・キーリー〉[330]）
- ウエスト・サイド・ストーリー（2022年、リフ〈マイク・ファイスト〉[331]）
- オーディナリー・ラブ/ありふれた愛の物語（2022年、スティーヴ〈アミット・シャー〉[332]）
- メカバース:少年とロボット（2023年、カイ〈ジョナサン・シー〉[333]）
- 金星で逢えたら（2023年、カイル〈アレックス・アイオノ〉[334]）
- ジュラシック・ワールド/炎の王国（2025年、フランクリン〈ジャスティス・スミス〉[335]）※ザ・シネマ版

#### ドラマ
- アガサ・クリスティー 無実はさいなむ（ジャック・アーガイル〈アントニー・ボイル〉[336]）
- 美しき日々
- ダークエイジ・ロマン 大聖堂（ユースタス）
- ターザン（イアン）
- Dr. JIN（ホン・ヨンフィ〈チン・イハン〉[337]）
- ドクトル・ジバゴ（ワーシャ）
- ロング・ナイト 沈黙的真相（ジアン・ヤン〈バイ・ユー〉[338]）
- 青春ウォルダム 呪われた王宮（イ・ファン〈パク・ヒョンシク〉[339]）
- 2gether（タイプ〈ジラキット・クーアーリヤクン/トップタップ〉）

#### アニメ
- クマのプーさん〜プレスクール〜（クリストファー・ロビン）
- ピーター・パン2 ネバーランドの秘密（2002年、スライトリー）
- トイ・ストーリー3（2010年、アンディ・デイビス）
- スターシップ・トゥルーパーズ レッドプラネット（2018年、カール・ジェンキンス[340]）
- スパイダーマン:スパイダーバースシリーズ（マイルス・モラレス / スパイダーマン）
  - スパイダーマン:スパイダーバース（2019年[341]）
  - スパイダーマン:アクロス・ザ・スパイダーバース（2023年[342]）
- ザ・カップヘッド・ショウ!（2022年、マグマン[343]）
- 万聖街（2022年、イワン[344]）
- 烈火澆愁（2024年、宣璣 / シュエン・ジー[345]）
- 龍族 -The Blazing Dawn-（2024年、チュー・ズーハン / 楚子航[346]）

### デジタルコミック
- 王様達のヴァイキング（2018年、是枝一希）
- CHANGE UP!!（2022年、金子塁[347]）
- まさき（2023年、まさき[348]）
- 異世界で姉に名前を奪われました（2023年、セシル[349]）
- 自称“平凡”な癒しの聖女ですが、王子から婚約者として執着されています。（2023年、レイ[350]）
- 魔寄せ宮女、孤高の祓魔師に拾われました（2023年、梁楓[351]）

### ラジオ
※はインターネット配信。
- 黒子のバスケ 放送委員会（2012年 - 2016年、超!A&G+※、HiBiKi Radio Station※、ランティスウェブラジオ※）
- 賢章と良平のCRANEKINGDOM！ラジオ（2012年）[352]
- DISORDER6〜鎖で繋がれたRADIO〜（2013年、音泉※、HiBiKi Radio Station※）[353]
- 雲水の今晩どうしましょう!?（2016年 - 、超!A&G+※→音泉※[注 2]）[355]
- 小野賢章のおののみ（2018年 - 2019年、文化放送）[356]
- ゾイドワイルド〜本能解放ラジオ〜（2018年、MBSラジオ）
- JOESTAR RADIO（2021年、YouTube※・音泉※）[357]
- 勇者、辞めます ラジオ、始めます（2022年、音泉）
- スギ薬局 presents 小野賢章のビビビ!（2022年 - 、文化放送[注 3]）

### ラジオCD
- ラジオCD 黒子のバスケ 放送委員会 Vol.1 - 13
- 雲水の今晩どうしましょう!? DJCD vol.1 - 5
- 黒子のバスケ放送委員会 10th Anniversary RADIO！ DJCD

### テレビドラマ
- みにくいアヒルの子（1996年）
- 新・半七捕物帳（1997年）
- 24時間テレビ「勇気ということ」（1997年）
- ビーロボカブタック 第42話（1997年、北京原人ケンジ）
- 大河ドラマ
  - 利家とまつ〜加賀百万石物語〜 第15 - 17話（2002年、前田利長）
  - 風林火山 第14 - 16話（2007年、諏訪頼高）
- 焼け跡のホームランボール（2002年、木村公三郎）
- 人情とどけます〜江戸・女飛脚〜 第3話（2003年、杖吉）
- 硫黄島〜戦場の郵便配達〜（2006年、山田巌）
- しにがみのバラッド。 第2話（2007年、丸山）
- 探偵学園Q 第4、5話（2007年、亀田純也）
- 渡る世間は鬼ばかり 第11話（2008年、クリーニング店の客）
- シバトラ〜童顔刑事!史上最大の危機スペシャル（2009年）
- 男子ING!! シーズン2（2012年、シンゴ）
- POWER GAME〜パワーゲーム〜 第1話（2013年、ネットカフェの男）
- 博多ステイハングリー（2014年、槙野良太）
- セカイ系バラエティ 僕声　シーズン2（2019年、ショーケン）
- 腐女子、うっかりゲイに告る。（2019年、ファーレンハイト） ※声の出演
- 声優探偵 第1話（2021年、証言声優 本人役）
- ドクターホワイト 特別編（2022年3月28日）※声の出演（セブンルールナレーション）

### Webドラマ
- 夏の日の君に（2017年、主演・恭一）
- ♯声だけ天使 #9（2018年、エコー）

### 実写映画
- 北京原人 Who are you?（1997年、北京原人ケンジ）
- こどものこわい話(4)「トイレ大爆発」（1998年）
- RED SHADOW 赤影（2001年、赤影の少年時代）
- 包帯クラブ（2007年、ツッコミ）
- DIVE!!（2008年、鈴木英雄）
- 王様ゲーム（2011年、学生）
- EDEN（2012年、薔薇のサーシャ）
- 生贄のジレンマ（2013年、佐々木太郎）
- クジラのいた夏（2014年、来夢）
- 燐寸少女 マッチショウジョ（2016年、岸田叶人）[358]
- RELIFE（2017年、ゲスト出演）
- お前ら全員めんどくさい!（2018年、主演・國立国彦）[359]
- 力俥-RIKISHA-すみだ旅立ち編（2018年、圭太）
- 室井慎次 生き続ける者（2024年、無線の声）

### 舞台
1990年代
- 少年H（1999年、イッチャン）

2000年代
- エリザベート（2001年、ルドルフ少年）
- ライオン・キング（2001年、ヤングシンバ）
- 家なき子（2003年、カピ）
- 秘密の花園（2005年、ディコン）
- 忘れられない人（2007年、マイケル）
- イタズラなKiss 〜恋の味方の学園伝説〜（2008年、一ノ瀬亘）
- 銀河鉄道の夜（2008年、ザネリ 他）
- ダブルブッキング（2008年）
- メモリーズ3 -サードオファー 〜かつてすごし日々を愛でるということ〜（2008年、縁本滋）
- abc〜青山ボーイズキャバレー〜（2009年）
- オアシスと砂漠〜Love on the planet〜（2009年）
- パッチギ!（2009年、小西）
- BANANA FISH（2009年、シン・スウ・リン）

2010年代
- 源氏物語×大黒摩季songs〜ボクは、十二単に恋をする〜（2010年）
- コエラカントゥス〜深海 眠る君の声〜（2010年、シオン）
- ミュージカル『テニスの王子様』2ndシーズン - 室町十次
  - 青学vs聖ルドルフ・山吹（2011年4月8日 - 5月15日、JCBホール 他）
  - Dream Live 2011（2011年11月5日 - 13日、神戸ワールド記念ホール 他）
  - 春の大運動会 2012（2012年5月13日、有明コロシアム）
  - コンサート SEIGAKU Farewell Party（2012年10月11日 - 10月14日、TOKYO DOME CITY HALL）ゲスト出演（本人として出演）
  - 春の大運動会 2014（2014年4月26日、横浜アリーナ）

- 東北地方太平洋沖地震チャリティー公演 ポチッとな。 -Switching On Summer-（2011年、岸利透）
- HYBRID PROJECT Vol.6『FLYING PANCAKE』（2012年）
- ASSH 第16回公演「雷ケ丘に雪が降る」（2012年、風間強羅）
- 男子ing!!（2012年、シンゴ）
- ふしぎ遊戯〜青龍編〜（2012年、虚宿）
- クリエイティヴ零-zero- プロデュース　vol.1『逆境ナイン』（2012年、高田二流）
- アトリエ・ダンカンプロデュース「観る朗読劇「100歳の少年と12通の手紙」アンコール公演」（2012年）
- 朗読劇『しっぽのなかまたち2』 ※恵比寿エコー劇場（2013年）
- 朗読劇 極上文學第4弾「藪の中」※俳優座劇場（2013年、盗人・多襄丸）
- 劇団ヘロヘロQカムパニー第29回公演「トンボイ!!」（2014年、男）
- animoproduce 第1回舞台公演「MY LIFE 〜今よりも、少しだけ高い場所へ〜」（2014年、藤堂アキラ）
- 朗読劇 極上文學第6弾「ドグラ・マグラ」※紀伊國屋サザンシアター（2014年、青年I〈アイ〉）
- SOLID STAR プロデュースVol.2「ヨビコー！」（2014年、神保明）
- 劇団ヘロヘロQカムパニー第30回公演「DARK CROWS トキノソラ」（2014年、曽羅）
- ラフィングライブ旗揚げ公演「パパ、アイ・ラブ・ユー！」（2015年、レズリー）
- AD-LIVE
  - AD-LIVE 2015（2015年9月13日）
  - AD-LIVE 2016（2016年9月11日）
  - AD-LIVE 2018（2018年10月27日、11月18日）

- 劇団チョコレートケーキ with バンダ・ラ・コンチャン「ライン（国境）の向こう」（2015年）
- 舞台「黒子のバスケ」 - 黒子テツヤ
  - THE ENCOUNTER（2016年4月8日 - 24日、サンシャイン劇場）
  - OVER DRIVE（2017年6月22日 - 7月17日、AiiA 2.5 Theater Tokyo 他）
  - IGNITE-ZONE（2018年4月6日 - 5月13日、サンシャイン劇場 他)
  - ULTIMATE-BLAZE（2019年4月30日 - 5月19日、日本青年館ホール他）

- ReLIFE （2016年、海崎新太）
- ロミオ&ジュリエット（2017年1月15日 - 3月5日、TBS赤坂ACTシアター他、マーキューシオ〈Wキャスト〉）
- 水島裕プロデュース vol.5「笑う朗読」（2017年5月19日 - 21日、品川プリンスホテル クラブeX）
- クリエ プレミア音楽朗読劇「VOICARION II GHOST CLUB」（2017年9月4日、シアタークリエ）
- Team Unsui 第1回公演「レンコン」（2017年10月25日 - 29日、新宿シアターモリエール）
- 昭和芸能舎 第25回公演「昭和芸能舎版 パッチギ！～東京1968～」（2017年11月21日 - 26日、赤坂RED/THEATER）
- Team Unsui 第2回公演「カプセル」（2018年12月13日 - 24日、新宿シアターモリエール）
- KOYAMA SONIC2018「パラダイス銀河」（2018年12月27日 - 30日、ウッディシアター中目黒、声の出演）
- 劇団ヘロヘロQカムパニー第37回公演「DARK CROWS 2019 トキノソラ」（2019年2月10日、全労済ホール スペース・ゼロ、ホムラ〈日替わりゲスト〉）
- Team Unsui 第3回公演「ジャンプ」（2019年11月1日 - 10日、赤坂RED/THEATER）

2020年代
- ブロードウェイ・ミュージカル「ウエスト・サイド・ストーリー」Season2（2020年2月1日 - 3月10日、IHIステージアラウンド東京、リフ〈Wキャスト〉）
- 絶響MUSICA THE STAGE（2020年7月8日 - 13日、俳優座劇場、レスコ役）
- 黒羽麻璃央 オンライン朗読劇「たもつん」（2020年8月15日、ダーヤマ役（声の出演））
- 神楽坂怪奇譚「棲」体感型配信怪奇譚（2020年8月15日、女役）
- AD-LIVE
  - AD-LIVE 2020（2020年9月13日）
  - AD-LIVE 2022（2022年9月25日）
  - AD-LIVE 2023（2023年11月11日）

- Team Unsui 第4回公演「パレード」（2020年10月4日 - 11日、赤坂RED/THEATER）
- シベリア少女鉄道 vol.33「メモリー×メモリー」（2020年12月9日 - 13日、草月ホール、声の出演）
- 詠唱劇「新本格魔法少女りすか」（2020年12月15日、朗読・供犠創貴）
- 生朗読劇「夢中さ、きみに。」（2021年3月7日、オンライン配信、二階堂明）
- ミュージカル「ジャック・ザ・リッパー」（2021年9月9日 - 29日、日生劇場/2021年10月8日 - 10日、フェニーチェ堺、ダニエル〈Wキャスト〉）
- 小野賢章×細谷佳正 朗読劇 THE CLASSIC ～「平家物語」「犬王の巻」の世界～（2022年10月30日、本願寺書院 「鴻の間（国宝）」）
- Team Unsui 第5回公演「エビデイ」（2023年3月8日 - 12日、赤坂RED/THEATER）
- 世界文化遺産 下鴨神社 朗読劇 鴨の音 第四夜 恋詠歌林（2023年10月21日 - 22日、下鴨神社）
- コメディ朗読劇CONTELLING「親の奢りで～2024春～」（2024年3月9日 - 10日、よみうり大手町ホール/2024年3月30日、梅田芸術劇場シアター・ドラマシティ）
- 劇団ヘロヘロQカムパニー第41回公演「悪魔の手毬唄」（2024年5月4日-12日、こくみん共済 cope ホール、青池歌名雄・他）
- Staging!! Vol.1「四月十一日を千二百回繰り返したと主張する男」 （2024年6月28日-30日、Mixalive TOKYO Theater Mixa）
- Voice Box 2024 朗読 「山椒大夫」〜四の五の言わずに安寿と厨子王〜（2024年9月8日、J:COMホール八王子）
- Team Unsui 第6回公演「ハイシン」（2024年9月26日 - 29日、ザ・ポケット）
- Kiramune Presents READING LIVE 2024「幻視探偵 -笹嘉神島の殺人-」（2024年10月19日、オリックス劇場/2024年10月26日 - 27日、TOKYO DOME CITY HALL）
- 朗読会 四季シリーズ 春 『桜の森の満開の下』（2025年4月6日、品川プリンスホテルクラブeX）
- メタファー:リファンタジオ リーディングライブステージ（2025年11月15日 - 16日〈予定〉、KAAT神奈川芸術劇場、ストロール）

### 映像商品
- 雲水!珍道中 第一弾 - 第三弾
- オカモトラベル〜南米年越し弾丸ツアー前編・後編〜
- 小野賢章がゆく 旅友 第一弾 - 第七弾
- もしも賢章が弾けたなら 〜おのカンタービレの軌跡〜
- ゆーたく祭2015夏 〜アニミュージカル〜 in 舞浜アンフィシアター 昼の部/夜の部
- 江口拓也の俺たちだって癒されたい! 特装版 第三巻 - 第四巻（ゲスト）

### ナレーション
- ありえへん∞世界SP（テレビ東京）
- セブンルール（2019年10月22日 - 2023年3月28日、関西テレビ）
- ニノさん（2020年4月 - 、日本テレビ）
- BS12 水曜バスケ!（2018年10月10日 - 、BS12トゥエルビ）[373]
- TBS「選挙の日2022 私たちの明日」（2022年7月10日、TBS）
- NHKスペシャル「命をつなぐ生きものたち」第1集（2022年8月21日、NHK総合）[374]
- ナオキマンの都市伝説ワイドショー（2025年3月15日 - 、ABEMA）[375]

### インターネット配信
- 賢章局（2013年5月16日 - 、ニコニコ生放送）
- ○○と新どうが プロジェクト第11弾（2017年9月12日 - 28日、テレビ東京）
- 花江夏樹チャンネル（2019年4月17日 - 、YouTube/Mildom）※ゲストとしてたびたび登場
- FFBE幻影戦争 リオニス国営放送（2020年3月22日 - 、YouTube）
- 進撃！ゲーム小隊！（2020年4月21日 - 、OPENREC）
- CookpadLive（2020年6月22日 - 8月20日、NATSLIVE）
- どっぷりサーモスチャンネル（2022年4月15日 ‐ 、YouTube)

### PV
- 恋に無駄口（2020年、仁科[376]）
- 男子高校生を養いたいお姉さんの話（2020年、空本実[377]）
- 歯医者さん、あタってます！（2020年、白雪灯[378]）
- わかメン～The Mineral Boys～（2021年、わかメン[379]）
- ユア・フォルマ（2021年、ハロルド・ルークラフト[380]）
- 君のことが大大大大大好きな100人の彼女（2021年、5巻発売記念PV）
- ハニートラップ・シェアハウス（2022年、ハヤト[381]）
- アルスラーン戦記（2023年、ナレーション「通常」Ver.、「福岡弁」Ver.、「パリピ」Ver.）
- 処刑フラグ満載の嫌われ皇子のやり直し（2024年、ナレーション）
- 王太子様、私今度こそあなたに殺されたくないんです！（2024年、ユリシーズ王太子[382]）

### CM
- 朝日新聞
- KADOKAWA 「生き残り錬金術師は街で静かに暮らしたい」第4巻
- 角川ビーンズ文庫「西の末裔（ディセンダント）」（ナレーション）
- 関西電力
- 月刊少年ガンガン
- 小学館 アニメCM「トキワ来たれり!!」（トキワ）[383]
- 映画「アベンジャーズ／インフィニティ・ウォー」（TVスポットナレーション）
- 白い恋人2004
- Z会 アニメCM「クロスロード」（翔太）
- コフレドール「キャラチェン下地カラー診断」（WEBCM）
- 沢井製薬ミライラボ「蚊の診療」（WEBCM）
- ピッコマ
  - 「ホッと、ひとコマ。」（実写CM[384]）
  - 「俺だけレベルアップな件」（水篠旬）
- ルーツ（ナレーション）
- レディーボーデン[385]
- ローソン
- 機動戦士ガンダム U.C. ENGAGE（実写TVCM[386]）
- マウントレーニア カフェラッテ（TVCM [387]）
- ミツカン「旬発見！キムチ鍋つゆ篇」（実写TVCM[388]）
- どん兵衛「どんぎつねシーズン2 耳そこなんですか？篇」（メガネの青年[389]）
- サーモス株式会社「どっぷりサーモス」（WEBCM）
- 沢井製薬株式会社「ミライラボ」
- 亀田製菓「無限エビ・無限のり×アイドリッシュセブン」（TVCM、七瀬陸）
- スギ薬局　(ラジオCM)
- サントリーホールディングス株式会社「サントリージン 翠 SUI」（WEBCM）
- 大王製紙株式会社「大王製紙」
- クラシエ薬品「コッコアポ」（実写TVCM）

### ミュージックビデオ
- 藤田麻衣子「one way」（2014年）
- 空想委員会「ビジョン」（2016年）

### オーディオブック
- 田丸雅智のショートショート集　「夢巻」、「海色の壜」（2016年、朗読）
  - 月工場[390]
  - 干物[391]
  - 夕暮れコレクター[392]
  - 大根侍[393]
  - 夢巻[394]
  - 海酒[395]
- のぼうの城（2017年、成田長親[396]）
- ビスコオリジナル絵本「わすれたプレゼント」（2022年）[397]
- Audible（2023年、2025年）
  - 平家物語 犬王の巻
  - 朗読劇 THE CLASSIC
  - きまぐれロボット[398]
- バーバパパ絵本読み聞かせ（2023年）[399]
- 森永ビスケットpresents 親子で聞きたい名作朗読劇場（2023年）[400]
- 日曜劇場「VIVANT」ノベライズ（2024年）[401]

### 音声ガイド
- 世田谷美術館『エリック・カール展』（2017年）
- 徳川美術館『徳川将軍ゆかりの名刀 特別展』（2019年）
- すみだ水族館/京都水族館『ミズイロノトキメキ』（2019年、彼）
- 上野の森美術館『ゴッホ展』（2019年、テオ[402]）
- 東京国立博物館『特別展 ポンペイ』（2021年、マルクス[403]）
- 九州国立博物館『特別展 皇室の名宝 ―皇室と九州をむすぶ美―』（2021年）[404]
- 西本願寺『動画でわかる西本願寺～ようこそ、お西さん（西本願寺）へ』（2023年）
- ワーナー ブラザーズ スタジオツアー東京（2024年、デジタルガイド ナレーション）

### その他のコンテンツ
- 東京ディズニーランド
  - ピーターパン空の旅（スライトリー)
- 酒男子（2021年、大酒神クロ）
- 大王製紙 エリエール贅沢保湿ティシュー「史上最高やさしい彼紙キャンペーン」（2023年 - 2024年、贅沢保湿ティシュー[405][406]）
- 僕たちは夜な夜な（2023年、天松ろか[407]）
- ACTORS☆LEAGUE in Basketball 2023（2023年、バチュケ[408]）
- 『小野賢章と叶のなんでもない話』（2024年[409]）
- 『愛天使世紀ウェディングアップル』（2025年、黒岩優斗[410]）

## ディスコグラフィ

### シングル
|        | 発売日        | タイトル         | 規格品番   | 規格品番   | オリコン 最高位 |
| CD+DVD | 発売日        | タイトル         | CD         |            | オリコン 最高位 |
| ------ | ------------- | ---------------- | ---------- | ---------- | --------------- |
| 1st    | 2014年2月26日 | FANTASTIC TUNE   | LACM-34200 | LACM-14200 | 13位            |
| 2nd    | 2015年4月8日  | ZERO             | LACM-34331 | LACM-14331 | 18位            |
| 3rd    | 2016年1月27日 | STORY            | LACM-34422 | LACM-14422 | 45位            |
| 4th    | 2017年4月5日  | Against The Wind | LACM-14586 | LACM-14587 | 31位            |
| 5th    | 2018年6月27日 | FIVE STAR        |            | LACM-14768 | 88位            |

#### コラボシングル
| 発売日        | タイトル     | 規格品番    | 規格品番     | 最高位 |
| 発売日        | タイトル     | GRANRODEO盤 | アニメ10th盤 | 最高位 |
| ------------- | ------------ | ----------- | ------------ | ------ |
| 2023年3月15日 | ゼロステップ | LACM-24351  | LACM-34351   | 25位   |

### アルバム

#### ミニアルバム
|        | 発売日        | タイトル        | 規格品番   | 規格品番   | オリコン 最高位 |
| 限定盤 | 発売日        | タイトル        | 通常盤     |            | オリコン 最高位 |
| ------ | ------------- | --------------- | ---------- | ---------- | --------------- |
| 1st    | 2014年6月25日 | Touch the Style | LACA-35405 | LACA-15405 | 37位            |
| 2nd    | 2016年3月23日 | COLORS          | LACA-35539 | LACA-15539 | 45位            |

#### フルアルバム
|        | 発売日        | タイトル     | 規格品番   | 規格品番   | オリコン 最高位 |
| 豪華盤 | 発売日        | タイトル     | 通常盤     |            | オリコン 最高位 |
| ------ | ------------- | ------------ | ---------- | ---------- | --------------- |
| 1st    | 2018年2月26日 | Take the TOP | LACA-35695 | LACA-15697 | 57位            |

### タイアップ曲
| 楽曲                                    | タイアップ                                                   | 時期   |
| --------------------------------------- | ------------------------------------------------------------ | ------ |
| FANTASTIC TUNE                          | テレビアニメ『黒子のバスケ』第2期2クール目エンディングテーマ | 2014年 |
| TOUCH                                   | テレビ東京『アニメマシテ』2014年6月度オープニングテーマ      | 2014年 |
| ZERO                                    | テレビアニメ『黒子のバスケ』第3期 帝光編オープニングテーマ   | 2015年 |
| STORY                                   | テレビアニメ『ラクエンロジック』オープニングテーマ           | 2016年 |
| Against The Wind                        | アニメ映画『劇場版 黒子のバスケ LAST GAME』挿入歌            | 2017年 |
| ゼロステップ（GRANRODEO feat.小野賢章） | テレビアニメ『黒子のバスケ』10周年記念アニバーサリーソング   | 2022年 |

### 映像作品
|     | 発売日        | タイトル                                                 | 規格品番  | 規格品番  |
| BD  | 発売日        | タイトル                                                 | DVD       |           |
| --- | ------------- | -------------------------------------------------------- | --------- | --------- |
| 1st | 2015年7月8日  | Kensho Ono First Live & Documentary Film"Touch my Style" |           | LABM-7166 |
| 2nd | 2017年1月25日 | KENSHO ONO Live Tour 2016 〜Rainbow Road〜               | LABX-8196 | LABM-7214 |
| 3rd | 2019年2月27日 | KENSHO ONO Live Tour 2018 〜FIVE STAR〜                  | LABX-8341 |           |

### 歌手参加配信楽曲
| 配信日        | タイトル                      | 歌                 | 楽曲                              | 備考                                                                   |
| ------------- | ----------------------------- | ------------------ | --------------------------------- | ---------------------------------------------------------------------- |
| 2014年5月13日 | ONENESS（服部隆之アレンジ版） | 小野賢章 他        | 「ONENESS（服部隆之アレンジ版）」 | 『Animelo Summer Live 2014 -THE GATE-』テーマソング                    |
| 2014年7月19日 | Starting STYLE!!              | ランティスのみんな | 「Starting STYLE!!」              | ライブイベント『15th Anniversary Live ランティス祭り2014』テーマソング |
| 2015年5月13日 | ハジマレ, THE GATE!!          | 小野賢章 他        | 「ハジマレ, THE GATE!!」          | 『Animelo Summer Live 2015 -THE GATE-』テーマソング                    |

### キャラクターソング
| 発売日   | 商品名                                                                                    | 歌 | 楽曲 | 備考                                                                        |
| 2012年   | 2012年                                                                                    | 2012年 | 2012年 | 2012年                                                                      |
| -------- | ----------------------------------------------------------------------------------------- | --- | --- | --------------------------------------------------------------------------- |
| 5月23日  | 黒子のバスケ SOLO SERIES Vol.1 黒子テツヤ                                                 | 黒子テツヤ（小野賢章） | 「フューチャーライン」 「キミが光であるために」                                                                             | テレビアニメ『黒子のバスケ』関連曲                                          |
| 8月29日  | 黒子のバスケ DUET SERIES Vol.1 黒子テツヤ&火神大我                                        | 黒子テツヤ（小野賢章）、火神大我（小野友樹） | 「SHOUT!!!」 「同じバニラの風の中」                                                                                         | テレビアニメ『黒子のバスケ』関連曲                                          |
| 8月29日  | 黒子のバスケ DUET SERIES Vol.2 黒子テツヤ&黄瀬涼太                                        | 黒子テツヤ（小野賢章）、黄瀬涼太（木村良平） | 「次会う日まで」 「タイムマシーンがなくたって」                                                                             | テレビアニメ『黒子のバスケ』関連曲                                          |
| 2013年   |                                                                                           | | |                                                                             |
| 3月27日  | 黒子のバスケ DUET SERIES Vol.4 黒子テツヤ&青峰大輝                                        | 黒子テツヤ（小野賢章）、青峰大輝（諏訪部順一） | 「光と影の距離」 「Ray of Shine」                                                                                           | テレビアニメ『黒子のバスケ』関連曲                                          |
| 3月26日  | 黒子のバスケ SOLO MINI ALBUM Vol.1 黒子テツヤ -Ignite Music-                              | 黒子テツヤ（小野賢章） | 「We're just moving」 「ボクノオモイ」 「フューチャーライン (Remix)」                                                       | テレビアニメ『黒子のバスケ』関連曲                                          |
| 3月26日  | 黒子のバスケ SOLO MINI ALBUM Vol.1 黒子テツヤ -Ignite Music-                              | 黒子テツヤ（小野賢章） feat.黄瀬涼太（木村良平） | 「Your Membership」 | テレビアニメ『黒子のバスケ』関連曲                                          |
| 3月26日  | 黒子のバスケ SOLO MINI ALBUM Vol.1 黒子テツヤ -Ignite Music-                              | 黒子テツヤ（小野賢章） feat.高尾和成（鈴木達央） | 「Bring it on now!!」 | テレビアニメ『黒子のバスケ』関連曲                                          |
| 10月4日  | ツキウタ。 10月 神無月郁「RUN BOY RUN」                                                   | 神無月郁（小野賢章） | 「RUN BOY RUN」 「Are you ready!?」                                                                                         | 『ツキウタ。』関連曲                                                        |
| 12月11日 | 誠凛高校ミニアルバム                                                                      | 黒子テツヤ（小野賢章）、火神大我（小野友樹）、日向順平（細谷佳正）、伊月俊（野島裕史）、木吉鉄平（浜田賢二）、小金井慎二（江口拓也）、水戸部凛之助、土田聡史（井上剛）、相田リコ（斎藤千和）、テツヤ2号（野島裕史）                                                                                                | 「Rise Up Together!!」 「誠凛One-One騒動記」                                                                                | テレビアニメ『黒子のバスケ』関連曲                                          |
| 2014年   |                                                                                           | | |                                                                             |
| 3月9日   | inVy 〜feat.kenzaVrow〜                                                                   | TAK-e-YOU（小野友樹、江口拓也）&ケンザブロウ（小野賢章） | 「inVy〜feat. kenzaVrow〜」                                                                                                 | 「Teamゆーたく」関連曲                                                      |
| 3月9日   | inVy 〜feat.kenzaVrow〜                                                                   | 小野家（小野友樹&小野賢章） | 「O・N・O」 | 「Teamゆーたく」関連曲                                                      |
| 4月23日  | PSP版 幕末Rock 主題歌「What's this?」                                                     | 超魂團 | 「What's this?」 | PSPゲーム『幕末Rock』主題歌                                                 |
| 5月2日   | Photograph Journey 〜in Niigata〜                                                         | 小日山優斗（小野賢章） | 「under the starry sky」 | 『Photograph Journey』関連曲                                                |
| 5月30日  | 源氏物語〜男女逆転恋唄〜 葵之巻                                                           | 葵（小野賢章） | 「恋ひ桜」 | 『源氏物語〜男女逆転恋唄〜』関連曲                                          |
| 6月27日  | ツキウタ。 デュエットCD ゆよゆっぺ×年少組1 Childish flower                                | 水無月涙（蒼井翔太）、神無月郁（小野賢章） | 「Childish flower」 | 『ツキウタ。』関連曲                                                        |
| 7月2日   | 幕末Rock 超絶頂★ソング 沖田総司                                                           | 沖田総司（小野賢章） | 「共鳴進歌」 「残響 -feedback- 」                                                                                           | 『幕末Rock』関連曲                                                          |
| 7月24日  | 幕末Rock トライアングル★ロックンロール                                                    | 坂本龍馬（谷山紀章）、高杉晋作（鈴木達央）、桂小五郎（森久保祥太郎）、土方歳三（森川智之）、沖田総司（小野賢章） | 「INTERSECT」 | 『幕末Rock』関連曲                                                          |
| 8月2日   | 火神大我 -Meteor Jam Sessions-                                                            | 火神大我（小野友樹） feat.黒子テツヤ（小野賢章）、青峰大輝（諏訪部順一） | 「Breaking through!!」 | テレビアニメ『黒子のバスケ』関連曲                                          |
| 8月6日   | 幕末Rock 天歌                                                                             | 土方歳三（森川智之）、沖田総司（小野賢章） | 「非常幻想 -オーバーミラージュ- 」 「黒曜蝶」                                                                               | 『幕末Rock』関連曲                                                          |
| 8月13日  | ハロー世界                                                                                | 少年ハリウッド | 「ハロー世界」 「永遠never ever」                                                                                           | テレビアニメ『少年ハリウッド -HOLLY STAGE FOR 49-』オープニングテーマ       |
| 8月27日  | TV 幕末Rock ED 「絶頂DAYBREAK」                                                           | 超魂團 | 「絶頂DAYBREAK」 「五色繚乱」                                                                                               | テレビアニメ『幕末Rock』エンディングテーマ                                  |
| 9月17日  | EXIT TUNES PRESENTS ACTORS2                                                               | 花隈竜之介（小野賢章） | 「WAVE」 「天ノ弱」 「嗚呼、素晴らしきニャン生」                                                                            | キャラクターCD『ACTORS』関連曲                                              |
| 10月8日  | 少年ハリウッド -HOLLY STAGE FOR 49- BD・DVD第1巻特典CD                                    | 風見颯（逢坂良太）、甘木生馬（柿原徹也）、佐伯希星（山下大輝）、富井大樹（蒼井翔太）、舞山春（小野賢章） | 「ハリウッドルール1・2・5」                                                                                                 | テレビアニメ『少年ハリウッド -HOLLY STAGE FOR 49-』エンディングテーマ       |
| 10月24日 | ツキウタ。 デュエットCD ゆよゆっぺ×年少組2 Sing Together Forever                          | 水無月涙（蒼井翔太）、神無月郁（小野賢章） | 「Sing Together Forever」                                                                                                   | 『ツキウタ。』関連曲                                                        |
| 11月6日  | 幕末Rock 超魂 ミニアルバム                                                                | 超魂團、徳川慶喜（斎賀みつき）、井伊直弼（安元洋貴）、マシュー・カルブレイス・ペリー・ジュニア（諏訪部順一） | 「グラデーション」 「WHITE」                                                                                                | PSP/PSVゲーム『幕末Rock 超魂』リズムゲーム使用曲                            |
| 11月26日 | マギ The kingdom of magic BD・DVD第11巻特典CD                                             | ジュダル（木村良平）、白龍（小野賢章） | 「The BLACK」 | テレビアニメ『マギ The kingdom of magic』関連曲                             |
| 12月10日 | 少年ハリウッド -HOLLY STAGE FOR 49- BD・DVD第3巻特典CD                                    | 風見颯（逢坂良太）、甘木生馬（柿原徹也）、佐伯希星（山下大輝）、富井大樹（蒼井翔太）、舞山春（小野賢章） | 「エアボーイズ」 | テレビアニメ『少年ハリウッド -HOLLY STAGE FOR 49-』エンディングテーマ       |
| 2015年   |                                                                                           | | |                                                                             |
| 1月7日   | 少年ハリウッド -HOLLY STAGE FOR 49- BD・DVD第4巻特典CD                                    | 風見颯（逢坂良太）、甘木生馬（柿原徹也）、佐伯希星（山下大輝）、富井大樹（蒼井翔太）、舞山春（小野賢章） | 「ハロー世界 Popcorn ver.」                                                                                                 | テレビアニメ『少年ハリウッド -HOLLY STAGE FOR 49-』エンディングテーマ       |
| 1月7日   | 少年ハリウッド -HOLLY STAGE FOR 49- BD・DVD第4巻特典CD                                    | 舞山春（小野賢章） | 「永遠never ever Bitter Chocolate ver.」                                                                                    | テレビアニメ『少年ハリウッド -HOLLY STAGE FOR 49-』エンディングテーマ       |
| 1月7日   | 少年ハリウッド-HOLLY STAGE FOR 49- キャラクターソングCD【舞山春】                         | 舞山春（小野賢章） | 「恋のRing」 「Pinkish Heart 愛」                                                                                           | テレビアニメ『少年ハリウッド -HOLLY STAGE FOR 49-』関連曲                   |
| 2月4日   | ACTORS-Extra Edition 5-feat.鷹翌、竜之介、鯆澄、一兎                                      | 花隈竜之介（小野賢章） | 「威風堂々」 | キャラクターCD『ACTORS』関連曲                                              |
| 3月4日   | ACTORS-Deluxe Duet Edition-                                                               | 七尾士狼（柿原徹也）、花隈竜之介（小野賢章） | 「え？あぁ、そう。」 | キャラクターCD『ACTORS』関連曲                                              |
| 3月11日  | 少年ハリウッド -HOLLY STAGE FOR 49- BD・DVD第6巻特典CD                                    | 佐伯希星（山下大輝）、富井大樹（蒼井翔太）、舞山春（小野賢章） | 「赤い箱のクラッカー〜Let's Party〜」                                                                                       | テレビアニメ『少年ハリウッド -HOLLY STAGE FOR 49-』挿入歌                   |
| 3月18日  | ダイヤのA キャラクターソングシリーズ Vol.10 轟雷市                                        | 轟雷市（小野賢章） | 「GOLD MINE」 | テレビアニメ『ダイヤのA』関連曲                                             |
| 3月27日  | 好敵手CD「源氏物語〜男女逆転恋唄〜 葵×夕顔之巻」                                          | 葵（小野賢章）、夕顔（江口拓也） | 「愛し君」 | 『源氏物語〜男女逆転恋唄〜』関連曲                                          |
| 3月27日  | ツキウタ。シリーズ Procellarum ユニット曲 ONE CHANCE?                                     | Procellarum | 「ONE CHANCE?」 | 『ツキウタ。』関連曲                                                        |
| 8月5日   | スタミュ ファーストドラマCD ☆☆永遠★STAGE☆☆                                                | team鳳 | 「☆☆永遠★STAGE☆☆」 | テレビアニメ『スタミュ』PV楽曲                                              |
| 8月23日  | Teamゆーたく アニミュージカル 〜take you take me〜 全曲集                                 | ケンザブロウ（小野賢章）、ユーヤ（小野友樹） | 「虚炉の焔」 | イベント『ゆーたく祭2015夏〜アニミュージカル〜』関連曲                      |
| 8月23日  | Teamゆーたく アニミュージカル 〜take you take me〜 全曲集                                 | ユーヤ（小野友樹）、タクト（江口拓也）、ケンザブロウ（小野賢章）、ノヴァピコ（岡本信彦）、ヨシフィコテレス（細谷佳正）、ていくゆひよこ（杉田智和） | 「Vogic〜声の魔法〜」 | イベント『ゆーたく祭2015夏〜アニミュージカル〜』関連曲                      |
| 9月16日  | 少年ハリウッド BEST ALBUM                                                                 | 少年ハリウッド | 「Noel Story」 | テレビアニメ『少年ハリウッド』関連曲                                        |
| 10月7日  | ☆SHOW TIME 1☆星谷悠太&那雪透                                                              | 那雪透（小野賢章） | 「MY FRIEND〜僕でよければ〜」                                                                                               | テレビアニメ『スタミュ』劇中歌                                              |
| 11月4日  | ☆SHOW TIME 5☆team鳳&team柊                                                                | team鳳 | 「五重奏 〜クインテット〜」                                                                                                 | テレビアニメ『スタミュ』劇中歌                                              |
| 11月11日 | ☆SHOW TIME 6☆team鳳&team柊                                                                | team鳳 | 「アヤナギ・ショウ・タイム」                                                                                                | テレビアニメ『スタミュ』劇中歌                                              |
| 11月25日 | ☆SHOW TIME 8☆team鳳&戌峰誠士郎×卯川 晶                                                    | team鳳 | 「Ready→Steady→Dream!」 | テレビアニメ『スタミュ』劇中歌                                              |
| 12月2日  | MONSTER GENERATiON                                                                        | IDOLiSH7 | 「MONSTER GENERATiON」 「Joker Flag」 「MEMORiES MELODiES」                                                                 | ゲーム『アイドリッシュセブン』関連曲                                        |
| 12月9日  | TVアニメ「スタミュ」 ミュージカルソングシリーズ ☆SHOW TIME 10☆ team鳳&華桜会              | team鳳 | 「星屑ムーブメント」 | テレビアニメ『スタミュ』劇中歌                                              |
| 12月23日 | ☆SHOW TIME 12☆team鳳                                                                      | team鳳 | 「星瞬COUNTDOWN」 | テレビアニメ『スタミュ』エンディングテーマ                                  |
| 12月30日 | TVアニメ「蒼穹のファフナー EXODUS」キャラクターソングアルバム                             | 鏑木彗（小野賢章） | 「Checkmate!」 | テレビアニメ『蒼穹のファフナー EXODUS』関連曲                               |
| 2016年   |                                                                                           | | |                                                                             |
| 4月27日  | 『プリンス・オブ・ストライド オルタナティブ』BD・DVD第2巻キャラクターソングCD 02          | 小日向穂積（小野賢章）、門脇歩（下野紘） | 「Who is the Winner」 | テレビアニメ『プリンス・オブ・ストライド オルタナティブ』関連曲             |
| 6月24日  | 田中くんはいつもけだるげ 1 特装限定版                                                     | 田中とUnlimited toneの皆さん | 「けだるげサンシャイン」 | テレビアニメ『田中くんはいつもけだるげ』関連曲                              |
| 7月7日   | NATSU☆しようぜ！                                                                          | IDOLiSH7 | 「NATSU☆しようぜ！」 | ゲーム『アイドリッシュセブン』関連曲                                        |
| 7月27日  | OVA『スタミュ』第1巻 特典CD                                                               | team鳳 | 「ユメ・イロ」 | OVA『スタミュ』関連曲                                                       |
| 8月3日   | 「ReLIFE」キャラクターソングVol.1 / 海崎新太                                              | 海崎新太（小野賢章） | 「ReLIFE」 「ReGRET」 | テレビアニメ『ReLIFE』関連曲                                                |
| 8月24日  | i7                                                                                        | IDOLiSH7 | 「Perfection Gimmick」 「GOOD NIGHT AWESOME」 「RESTERT POiNTER」 「THE FUNKY UNIVERSE」 「THANK YOU FOR YOUR EVERYTHING!」 | ゲーム『アイドリッシュセブン』関連曲                                        |
| 8月24日  | i7                                                                                        | 和泉一織（増田俊樹）、七瀬陸（小野賢章） | 「Fly away!」 | ゲーム『アイドリッシュセブン』関連曲                                        |
| 8月26日  | ツキウタ。 THE ANIMATION 主題歌                                                           | Procellarum | 「LOLV -Lots of Love-」 | テレビアニメ『ツキウタ。 THE ANIMATION』主題歌                              |
| 9月21日  | OVA『スタミュ』第2巻 特典CD                                                               | team鳳 | 「C☆ngratulations!」 | OVA『スタミュ』関連曲                                                       |
| 9月27日  | 「ReLIFE」キャラクターソング アニメイト連動特典CD                                         | 海崎新太（小野賢章）×夜明了（木村良平） | 「ReVENGE」 | テレビアニメ『ReLIFE』関連曲                                                |
| 10月5日  | TVアニメ『文豪ストレイドッグス』キャラクターソングミニアルバム 其ノ参                     | 芥川龍之介（小野賢章） | 「揺らぐ暗澹の世界から」 | テレビアニメ『文豪ストレイドッグス』関連曲                                  |
| 10月28日 | ツキウタ。 THE ANIMATION BD・DVD第2巻特典CD                                               | 神無月郁（小野賢章） | 「athletic〜Never Ending Challenge!!〜」                                                                                    | テレビアニメ『ツキウタ。 THE ANIMATION』エンディングテーマ                  |
| 11月23日 | WWW.WORKING!! BD・DVD第1巻特典CD                                                          | 東田大輔（中村悠一）、足立正広（内山昂輝）、進藤ユータ（小野賢章） | 「無重力フィーバー」 | テレビアニメ『WWW.WORKING!!』エンディングテーマ                             |
| 11月30日 | TVアニメ「プリンス・オブ・ストライド オルタナティブ」キャラクターソングCD vol.2           | 小日向穂積（小野賢章） | 「Run on the Planet」 | テレビアニメ『プリンス・オブ・ストライド オルタナティブ』関連曲             |
| 2017年   |                                                                                           | | |                                                                             |
| 3月24日  | ツキウタ。 THE ANIMATION BD・DVD第7巻特典CD                                               | Six Gravity、Procellarum | 「ツキノウタ。」 | テレビアニメ『ツキウタ。 THE ANIMATION』エンディングテーマ                  |
| 4月19日  | ☆2nd SHOW TIME 3☆ 星谷&那雪×月皇×辰己×申渡                                                | 那雪透（小野賢章）、月皇海斗（ランズベリー・アーサー）、辰己琉唯（岡本信彦）、申渡栄吾（内田雄馬） | 「青空SEASON」 | テレビアニメ『スタミュ』第2期関連曲                                         |
| 4月26日  | ☆2nd SHOW TIME 4☆ 星谷×那雪×天花寺×空閑×卯川×虎石&虎石×北原                               | 星谷悠太（花江夏樹）、那雪透（小野賢章）、天花寺翔（細谷佳正）、空閑愁（前野智昭）、卯川晶（松岡禎丞）、虎石和泉（KENN） | 「花道 ∞ Go All Out!!」 | テレビアニメ『スタミュ』第2期挿入歌                                         |
| 5月24日  | WWW.WORKING!! BD・DVD第7巻特典CD                                                          | 東田大輔（中村悠一）、宮越華（戸松遥）、足立正広（内山昂輝）、村主さゆり（日笠陽子）、鎌倉志保（雨宮天）、進藤ユータ（小野賢章） | 「無重力フィーバー（special ver.）」                                                                                        | テレビアニメ『WWW.WORKING!!』エンディングテーマ                             |
| 5月31日  | ☆2nd SHOW TIME 9☆ 那雪×卯川&星谷×那雪                                                     | 那雪透（小野賢章）、卯川晶（松岡禎丞） | 「ユメツボミ」 | テレビアニメ『スタミュ』第2期挿入歌                                         |
| 5月31日  | ☆2nd SHOW TIME 9☆ 那雪×卯川&星谷×那雪                                                     | 星谷悠太（花江夏樹）、那雪透（小野賢章） | 「スタッカート・マーチ」 | テレビアニメ『スタミュ』第2期関連曲                                         |
| 6月14日  | ☆2nd SHOW TIME 11☆ team鳳&team柊                                                          | team鳳 | 「Growin' Up」 | テレビアニメ『スタミュ』第2期挿入歌                                         |
| 6月21日  | ☆2nd SHOW TIME 12☆ team鳳&team柊&揚羽×蜂矢×北原×南條&オールキャスト                       | team鳳 | 「Gift」 | テレビアニメ『スタミュ』第2期エンディングテーマ                             |
| 6月21日  | ☆2nd SHOW TIME 12☆ team鳳&team柊&揚羽×蜂矢×北原×南條&オールキャスト                       | オールキャスト | 「Gift 〜カーテンコール〜」                                                                                                 | テレビアニメ『スタミュ』第2期挿入歌                                         |
| 7月7日   | Sakura Message                                                                            | IDOLiSH7 | 「Sakura Message」 「PARTY TIME TOGETHER」                                                                                  | ゲーム『アイドリッシュセブン』関連曲                                        |
| 7月26日  | 言祝ノ花                                                                                  | 高杉晋作（KENN）、森蘭丸（蒼井翔太）、夏目漱石（小野賢章）、聖徳太子（松岡禎丞）、徳川綱吉（小野友樹） | 「言祝ノ花」 | ゲーム『茜さすセカイでキミと詠う』主題歌                                    |
| 10月20日 | Makes You a Fighter                                                                       | 乾是清(石川界人)、坂本誉(島﨑信長)、荒城駿太(岡本信彦)、久野颯斗(小野賢章)、糺ノ森凛(江口拓也)、 財前陽太郎(村瀬歩) | Makes You a Fighter | ゲーム『SIX SICKS』テーマソング                                             |
| 2018年   |                                                                                           | | |                                                                             |
| 2月14日  | WiSH VOYAGE                                                                               | IDOLiSH7 | 「WiSH VOYAGE」 | テレビアニメ『アイドリッシュセブン』オープニングテーマ                      |
| 2月14日  | WiSH VOYAGE                                                                               | IDOLiSH7 | 「Dancing∞BEAT!!」 | テレビアニメ『アイドリッシュセブン』挿入歌                                  |
| 3月14日  | ロッキンクレープ音頭                                                                      | 舞山春（小野賢章） | 「ロッキンクレープ音頭」 | テレビアニメ『少年ハリウッド -HOLLY STAGE FOR 49-』関連曲                   |
| 3月28日  | 続『刀剣乱舞-花丸-』歌詠集 其の十一                                                       | 大和守安定（市来光弘）、加州清光（増田俊樹）、信濃藤四郎（小林裕介）、包丁藤四郎（宮田幸季）、物吉貞宗（小野賢章）、亀甲貞宗（山中真尋）、千子村正（諏訪部順一）、大包平（小野友樹） | 「花丸印の日のもとで ver.11」                                                                                               | テレビアニメ『続 刀剣乱舞-花丸-』オープニングテーマ                         |
| 5月25日  | アイドリッシュセブン BD・DVD第4巻特典CD                                                   | IDOLiSH7 | 「TODAY IS」 | テレビアニメ『アイドリッシュセブン』挿入歌                                  |
| 6月20日  | ナナツイロ REALiZE                                                                        | IDOLiSH7 | 「ナナツイロ REALiZE」 「Viva! Fantastic Life!!!!!!!」                                                                      | ゲーム『アイドリッシュセブン』関連曲                                        |
| 7月7日   | Welcome, Future World!!!                                                                  | Re:vale、TRIGGER、IDOLiSH7 | 「Welcome, Future World!!! (short ver.)」                                                                                   | ゲーム『アイドリッシュセブン』関連曲                                        |
| 9月26日  | アイドリッシュセブン Collection Album vol.1                                               | 和泉一織（増田俊樹）、七瀬陸（小野賢章）、九条天（斉藤壮馬） | 「フレフレ！青春賛歌」 | ゲーム『アイドリッシュセブン』関連曲                                        |
| 9月28日  | 覇穹 封神演義 BD・DVD第7巻特典CD                                                          | 太公望（小野賢章） | 「透明な場所へ」 | テレビアニメ『覇穹 封神演義』関連曲                                         |
| 10月24日 | スタミュ in ハロウィン BD・DVD特典CD                                                      | 星谷悠太（花江夏樹）、那雪透（小野賢章）、月皇海斗（ランズベリー・アーサー） | 「ホリゾント」 | OVA『スタミュ in ハロウィン』オープニングテーマ                             |
| 2019年   |                                                                                           | | |                                                                             |
| 1月29日  | 黒子のバスケ 1st SEASON Blu-ray BOX 特典CD                                                | 黒子テツヤ（小野賢章） | 「限界突破FIGHT!!」 | テレビアニメ『黒子のバスケ』関連曲                                          |
| 2月8日   | ロジカ                                                                                    | 久野颯斗（小野賢章）、土屋遊馬（浪川大輔） | 「ロジカ」 | ゲーム『SIX SICKS』関連曲                                                   |
| 3月22日  | 同居人はひざ、時々、頭のうえ。キャラクターソングVol.1 ひとりとキミ/ひだまりボディーガード | 素晴（小野賢章） | 「ひとりとキミ」 | テレビアニメ『同居人はひざ、時々、頭のうえ。』関連曲                        |
| 4月24日  | We are VORPAL SWORDS!!                                                                    | 黒子テツヤ（小野賢章）、火神大我（小野友樹）、赤司征十郎（神谷浩史）、青峰大輝（諏訪部順一）、緑間真太郎（小野大輔）、黄瀬涼太（木村良平）、紫原敦（鈴村健一） | 「We are VORPAL SWORDS!!」                                                                                                  | 劇場アニメ『劇場版 黒子のバスケ LAST GAME』関連曲                           |
| 4月24日  | We are VORPAL SWORDS!!                                                                    | 黒子テツヤ（小野賢章） | 「We're just moving 〜Ignite Remix〜」                                                                                      | 劇場アニメ『劇場版 黒子のバスケ LAST GAME』関連曲                           |
| 7月3日   | セカイ系バラエティ 僕声シーズン2 サウンドトラック                                         | GENMEPER | 「幻滅交響曲"いい歌じゃねぇ"」 「イルカに騙されないで」 「絶望キーボード」                                                  | バラエティ番組『セカイ系バラエティ 僕声 シーズン2』関連曲                   |
| 7月9日   | Wonderful Octave 七瀬陸                                                                   | 七瀬陸（小野賢章） | 「SEPTET for...」 「Wonderful Octave」                                                                                      | ゲーム『アイドリッシュセブン』関連曲                                        |
| 7月10日  | ☆3rd SHOW TIME 2☆鳳×揚羽×北原&揚羽×蜂矢×北原×南條                                         | 星谷悠太（花江夏樹）、那雪透（小野賢章）、月皇海斗（ランズベリー・アーサー）、天花寺翔（細谷佳正）、空閑愁（前野智昭）、揚羽陸（島﨑信長）、北原廉（梅原裕一郎） | 「NEW NOW!」 | テレビアニメ『スタミュ』第3期挿入歌                                         |
| 7月17日  | ACTORS 5th Anniversary Edition                                                            | 花隈竜之介（小野賢章）、清洲鷹翌（鳥海浩輔） | 「Magnet」 | キャラクターCD『ACTORS』関連曲                                              |
| 8月7日   | ☆3rd SHOW TIME 6☆ team鳳×team柊×team楪×team漣&那雪シスターズ                              | team鳳、team柊、team楪、team漣 | 「Magic Time Maker」 | テレビアニメ『スタミュ』第3期挿入歌                                         |
| 9月4日   | ☆3rd SHOW TIME 10☆ team鳳&華桜会                                                          | team鳳 | 「COME ON LET'S GO!」 | テレビアニメ『スタミュ』第3期挿入歌                                         |
| 9月11日  | ☆3rd SHOW TIME 11☆星谷×辰己×四季×冬沢&team鳳                                              | team鳳 | 「オンステージ」 | テレビアニメ『スタミュ』第3期エンディングテーマ                             |
| 9月18日  | ☆3rd SHOW TIME 12☆ team辰己&team星谷&team2年生                                            | team星谷 | 「高校星歌劇-オンステージ-」                                                                                                | テレビアニメ『スタミュ』第3期挿入歌                                         |
| 9月18日  | ☆3rd SHOW TIME 12☆ team辰己&team星谷&team2年生                                            | 星谷悠太（花江夏樹）、那雪透（小野賢章）、月皇海斗（ランズベリー・アーサー）、天花寺翔（細谷佳正）、空閑愁（前野智昭）、辰己琉唯（岡本信彦）、申渡栄吾（内田雄馬）、戌峰誠士郎（興津和幸）、虎石和泉（KENN）、卯川晶（松岡禎丞）、揚羽陸（島﨑信長）、蜂矢聡（高梨謙吾）、北原廉（梅原裕一郎）、南條聖（武内駿輔） | 「我ら、綾薙学園華桜会〜NEXT STAGE〜」                                                                                      | テレビアニメ『スタミュ』第3期エンディングテーマ                             |
| 2020年   |                                                                                           | | |                                                                             |
| 1月8日   | Mr.AFFECTiON                                                                              | IDOLiSH7 | 「Mr.AFFECTiON」 「ハツコイリズム」                                                                                         | ゲーム『アイドリッシュセブン』関連曲                                        |
| 3月25日  | うちタマ?! 〜うちのタマ知りませんか？〜 ボーカルコレクション                              | 山田ポチ（小野賢章） | 「いつもいつもの散歩道」 | テレビアニメ『うちタマ?! 〜うちのタマ知りませんか？〜』エンディングテーマ   |
| 3月25日  | うちタマ?! 〜うちのタマ知りませんか？〜 オリジナルサウンドトラック                        | 3丁目オールスターズ | 「3丁目のテーマ」 | テレビアニメ『うちタマ?! 〜うちのタマ知りませんか？〜』エンディングテーマ   |
| 5月20日  | ACTORS-Singing Contest Edition-sideB                                                      | 花隈竜之介（小野賢章） | 「深海少女」 | キャラクターCD『ACTORS』関連曲                                              |
| 6月24日  | うちタマ?! ～うちのタマ知りませんか？～3 完全生産限定版特典                               | 山田ポチ（小野賢章） | 「３丁目のテーマ（ソロver.）」                                                                                              | テレビアニメ『うちタマ?! 〜うちのタマ知りませんか？〜』関連曲               |
| 6月26日  | White Sparks                                                                              | Procellarum | 「White Sparks」 | テレビアニメ『ツキウタ。 THE ANIMATION2』オープニングテーマ                 |
| 8月26日  | DiSCOVER THE FUTURE                                                                       | IDOLiSH7 | 「DiSCOVER THE FUTURE」 | テレビアニメ『アイドリッシュセブン Second BEAT!』オープニングテーマ         |
| 8月26日  | DiSCOVER THE FUTURE                                                                       | IDOLiSH7 | 「Everyday Yeah!」 | テレビアニメ『アイドリッシュセブン Second BEAT!』関連曲                     |
| 10月28日 | 幕末Rock虚魂ドラマCD第1幕 超魂再臨!!                                                      | 超魂團 | 「CAME BACK」 | 『幕末Rock虚魂』関連曲                                                      |
| 11月4日  | HELIOS Rising Heroes エンディングテーマ Vol.2                                             | ノースセクター | 「TIMELESS BEAT」 | ゲーム『エリオスライジングヒーローズ』エンディングテーマ                    |
| 12月25日 | 幕末Rock虚魂ドラマCD第2幕 黄泉歌聖そしてクライマックスへ                                  | 超魂團 | 「harmonize」 | 『幕末Rock虚魂』関連曲                                                      |
| 2021年   |                                                                                           | | |                                                                             |
| 1月13日  | BEYOND THE SHiNE                                                                          | TRIGGER、IDOLiSH7 | 「激情」 | テレビアニメ『アイドリッシュセブン Second BEAT!』挿入歌                     |
| 3月17日  | 体操ザムライ BD・DVD特典CD                                                                | 荒垣城太郎（浪川大輔）、レオナルド（小野賢章）、南野鉄男（梶裕貴） | 「上海ハニー」 | テレビアニメ『体操ザムライ』オープニングテーマ                              |
| 4月7日   | アイドリッシュセブン Collection Album vol.2                                               | Re:vale、IDOLiSH7 | 「Happy Days Creation!」 | ゲーム『アイドリッシュセブン』関連曲                                        |
| 4月7日   | アイドリッシュセブン Collection Album vol.2                                               | 和泉一織（増田俊樹）、七瀬陸（小野賢章） | 「解決ミステリー」 | ゲーム『アイドリッシュセブン』関連曲                                        |
| 5月26日  | ファビュラスナイト Host-Song Reservation -Crimson- ヴェンデッタ                           | 緋野天魔（小野賢章）、Keith（髙木朋弥）、統夜（八代拓） | 「RODEO feat. CLUB VENDETTA」 「シャンパンコール 〜ヴェンデッタ篇〜」                                                       | 『ファビュラスナイト』関連曲                                                |
| 5月26日  | ファビュラスナイト Host-Song Reservation -Crimson- ヴェンデッタ                           | 緋野天魔（小野賢章） | 「BITE」 | 『ファビュラスナイト』関連曲                                                |
| 6月25日  | ツキウタ。 THE ANIMATION2 BD・DVD第4巻特典CD                                              | 神無月郁（小野賢章） | 「燃歌続走」 | テレビアニメ『ツキウタ。 THE ANIMATION2』エンディングテーマ                 |
| 7月1日   | LATCH! ～それが未来の扉～                                                                 | 東海林 鈴音／東京（小野賢章）、神堂 唯姫／新宿（田丸篤志）、青葉梟 光加人／池袋（島﨑信長） | 「LATCH! ～それが未来の扉～」                                                                                               | 『STATION IDOL LATCH!』関連曲                                               |
| 7月21日  | Paradox Live 2nd album "LIVE"                                                             | 武雷管 | 「BURAIKAN is Back」 | 『Paradox Live』関連曲                                                      |
| 7月28日  | HELIOS Rising Heroes エンディングテーマ Vol.4                                             | マリオン・ブライス（小野賢章） | 「Voices from the future」                                                                                                  | ゲーム『エリオスライジングヒーローズ』エンディングテーマ                    |
| 7月30日  | Autumn Note                                                                               | 神無月郁（小野賢章） | 「Autumn Note」 | 『ツキウタ。』関連曲                                                        |
| 8月4日   | THE POLiCY                                                                                | IDOLiSH7 | 「THE POLiCY」 | テレビアニメ『アイドリッシュセブン Third BEAT!』オープニングテーマ          |
| 8月4日   | THE POLiCY                                                                                | IDOLiSH7 | 「NAGISA Night Temperature」                                                                                                | テレビアニメ『アイドリッシュセブン Third BEAT!』関連曲                      |
| 8月18日  | STATION IDOL LATCH! 01                                                                    | Aither | 「Way Up High」 | 『STATION IDOL LATCH!』関連曲                                               |
| 12月24日 | ツキウタ。 THE ANIMATION2 BD・DVD第7巻特典CD                                              | Six Gravity、Procellarum | 「月ノ詩。」 | テレビアニメ『ツキウタ。 THE ANIMATION2』エンディングテーマ                 |
| 2022年   |                                                                                           | | |                                                                             |
| 1月12日  | Opus                                                                                      | IDOLiSH7 | 「Boys & Girls」 「Everything is up to us」                                                                                 | ゲーム『アイドリッシュセブン』関連曲                                        |
| 3月30日  | Paradox Live Opening Show-Road to Legend-                                                 | 武雷管 | 「Road to Legend」 | 『Paradox Live』関連曲                                                      |
| 4月6日   | ファビュラスナイト Legacy of Host-Song ファムファタール                                   | ギルガメッシュ（大塚剛央）、千極兆司（立花慎之介）、緋野天魔（小野賢章）、神水鶴久遠（広瀬裕也）、皇麗夢（豊永利行） | 「ファムファタール」 | 『ファビュラスナイト』関連曲                                                |
| 4月6日   | ファビュラスナイト Legacy of Host-Song ファムファタール                                   | 緋野天魔（小野賢章） | 「RODEO feat. 緋野天魔」 | 『ファビュラスナイト』関連曲                                                |
| 5月5日   | マロウブルー                                                                              | IDOLiSH7 | 「マロウブルー」 「Because Now!!」                                                                                          | ゲーム『アイドリッシュセブン』関連曲                                        |
| 8月17日  | アイドリッシュセブン 7th Anniversary Song "CROSSOVER ROTATION"                            | IDOLiSH7、TRIGGER、Re:vale、ŹOOĻ | 「CROSSOVER ROTATION」 | ゲーム『アイドリッシュセブン』7周年楽曲                                     |
| 8月17日  | アイドリッシュセブン 7th Anniversary Song "CROSSOVER ROTATION"                            | IDOLiSH7 | 「CROSSOVER ROTATION -Focus on IDOLiSH7- (short ver.)」                                                                     | ゲーム『アイドリッシュセブン』7周年楽曲                                     |
| 8月24日  | ファビュラスナイト Host-Song Luxury "SYAKUNETSU"                                          | 緋野天魔（小野賢章）、皇麗夢（豊永利行）、ギルガメッシュ（大塚剛央） | 「SYAKUNETSU」 | 『ファビュラスナイト』関連曲                                                |
| 8月24日  | ファビュラスナイト Host-Song Luxury "SYAKUNETSU"                                          | 緋野天魔（小野賢章）、皇麗夢（豊永利行）、ギルガメッシュ（大塚剛央）、 カール（佐々木喜英）、RYO-YA（中島ヨシキ） | 「シャンパンコール ～ビーチクラブ・アンセム～」                                                                             | 『ファビュラスナイト』関連曲                                                |
| 11月16日 | Leading lights                                                                            | Aither | 「Leading lights」 | 『STATION IDOL LATCH!』関連曲                                               |
| 11月22日 | WONDER LiGHT                                                                              | IDOLiSH7 | 「WONDER LiGHT」 | テレビアニメ『アイドリッシュセブン Third BEAT!』第2クールオープニングテーマ |
| 11月22日 | WONDER LiGHT                                                                              | IDOLiSH7 | 「Ardor Life」 | ゲーム『アイドリッシュセブン』関連曲                                        |
| 2023年   |                                                                                           | | |                                                                             |
| 2月1日   | Paradox Live -Road to Legend- Consolation Match"SHOWDOWN"                                 | 武雷管 | 「DO or DIE」 | 『Paradox Live』関連曲                                                      |
| 2月1日   | Paradox Live -Road to Legend- Consolation Match"SHOWDOWN"                                 | Paradox Live All ARTISTS | 「Rap Guerrilla Reload -Paradox Live All ARTISTS-」                                                                         | 『Paradox Live』関連曲                                                      |
| 2月24日  | ツキウタ。キャラクターCD・5thシーズン3                                                    | 如月恋（増田俊樹）、神無月郁（小野賢章） | 「REBUILD」 | 『ツキウタ。』関連曲                                                        |
| 3月1日   | アイドリッシュセブン Third BEAT! オリジナルサウンドトラック UNOUCHED PRiDE                | IDOLiSH7 | 「SECRET NIGHT (Anime Size)」                                                                                               | テレビアニメ『アイドリッシュセブン Third BEAT!』挿入歌                      |
| 3月8日   | アイドリッシュセブン Compilation Album "BLACK or WHITE 2022"                              | IDOLiSH7 | 「TOMORROW EViDENCE」 | ゲーム『アイドリッシュセブン』関連曲                                        |
| 3月22日  | TVアニメ『ツルネ －つながりの一射－』キャラクターソングミニアルバム「星をつなぐ」         | 鳴宮湊(上村祐翔)、藤原愁(小野賢章) | 「響鳴」 | テレビアニメ『ツルネ －つながりの一射－』関連曲                             |
| 3月22日  | TVアニメ『ツルネ －つながりの一射－』オリジナルサウンドトラック                           | 佐瀬大悟と桐先高校弓道部 | 「ぷりむろーど !」 | テレビアニメ『ツルネ －つながりの一射－』関連曲                             |
| 4月26日  | アイドリッシュセブン Collection Album vol.3                                               | 七瀬陸 (小野賢章)、九条天 (斉藤壮馬) | 「Incomplete Ruler」 | ゲーム『アイドリッシュセブン』関連曲                                        |
| 4月21日  | アオペラ -aoppella!?-5                                                                    | VadLip | 「King Of Voxxx」 | 『アオペラ -aoppella!?-』関連曲                                             |
| 5月17日  | アヤナスピネル                                                                            | IDOLiSH7 | 「アヤナスピネル」 | ゲーム『アイドリッシュセブン』関連曲                                        |
| 5月24日  | 劇場版アイドリッシュセブン LIVE 4bit Compilation Album "BEYOND THE PERiOD"                | IDOLiSH7 | 「NiGHTFALL」 | 『劇場版アイドリッシュセブン LIVE 4bit BEYOND THE PERiOD』関連曲            |
| 5月24日  | 劇場版アイドリッシュセブン LIVE 4bit Compilation Album "BEYOND THE PERiOD"                | IDOLiSH7、TRIGGER、Re:vale、ŹOOĻ | 「Pieces of The World」 | 『劇場版アイドリッシュセブン LIVE 4bit BEYOND THE PERiOD』関連曲            |
| 6月21日  | 黒子のバスケ放送委員会 10th Anniversary RADIO！DJCD                                       | 黒子テツヤ（小野賢章）、火神大我（小野友樹） | 「Can Do」 | テレビアニメ『黒子のバスケ』第1期オープニングテーマカバー                   |
| 8月23日  | ファビュラスナイト Host-Song Delight "All eyes on me"                                     | ギルガメッシュ（大塚剛央）、皇麗夢（豊永利行）、緋野天魔（小野賢章） | 「All eyes on me」 「シャンパンコール ～ホスト音頭～」                                                                      | 『ファビュラスナイト』関連曲                                                |
| 9月27日  | アオペラ -aoppella!?-5.5                                                                  | リルハピ、FYA'M'、VadLip | 「5+6+6=Voice to Voice」 | 『アオペラ -aoppella!?-』関連曲                                             |
| 9月27日  | アオペラ -aoppella!?-5.5                                                                  | VadLip | 「5+6+6=Voice to Voice -Vad Rule-」                                                                                         | 『アオペラ -aoppella!?-』関連曲                                             |
| 9月27日  | BAD TOWN REVERSAL Side LEGEND                                                             | 午堂 巽（小野賢章）、財前嶺二（伊東健人） | 「Time in Heaven」 「カジノロワイヤル」                                                                                     | 「BAD TOWN REVERSAL」関連曲                                                 |
| 9月29日  | ツキウタ。Dear Dreamer, ver. Six Gravity & Procellarum                                    | Six Gravity、Procellarum | 「Dear Dreamer」 | 『ツキウタ。』関連曲                                                        |
| 9月29日  | ツキウタ。Dear Dreamer, ver. Six Gravity & Procellarum                                    | Procellarum | 「Dear Dreamer」 | 『ツキウタ。』関連曲                                                        |
| 10月27日 | ツキウタ。キャラクターCD・5thシーズン11                                                   | 神無月郁（小野賢章）、水無月涙（蒼井翔太） | 「ワガママ」 | 『ツキウタ。』関連曲                                                        |
| 12月6日  | Paradox Live THE ANIMATION Ending Track「Every Day Every Night」                          | 武雷管 | 「Every Day Every Night」                                                                                                   | テレビアニメ『Paradox Live』エンディングテーマ                              |
| 2024年   |                                                                                           | | |                                                                             |
| 1月5日   | Encounter Love Song                                                                       | IDOLiSH7 | 「Encounter Love Song」 | ゲーム『アイドリッシュセブン』関連曲                                        |
| 1月17日  | THE FIRST TRAIN ～所作よし！～                                                            | YAMANOTE LATCH ALL STARS | 「Going My LATCH!」 | 『STATION IDOL LATCH!』関連曲                                               |
| 1月17日  | THE FIRST TRAIN ～所作よし！～                                                            | 山手2区：リーダー | 「Flag on the wind」 | 『STATION IDOL LATCH!』関連曲                                               |
| 1月25日  | Polished                                                                                  | 和泉一織 (増田俊樹）、和泉三月 (代永 翼)、七瀬 陸 (小野賢章) | 「Polished」 | ゲーム『アイドリッシュセブン』関連曲                                        |
| 1月27日  | Take my rose                                                                              | 七瀬陸(小野賢章)、八乙女楽(羽多野渉)、 百(保志総一朗)、御堂虎於(近藤隆) | 「Take my rose」 | ゲーム『アイドリッシュセブン』関連曲                                        |
| 2月23日  | アオペラ-aoppella!?- 2nd Anniversary Party                                                | VadLip | 「踊」 「怪物」 | 『アオペラ -aoppella!?-』関連曲                                             |
| 2月28日  | Paradox Live THE ANIMATION Original Track                                                 | 幻影武雷管 | 「Trauma」 | 『Paradox Live』関連曲                                                      |
| 3月27日  | Paradox Live 3rd album "ANTHEM"                                                           | 武雷管 | 「Let It Heat」 | 『Paradox Live』関連曲                                                      |
| 5月28日  | Crescendo                                                                                 | 逢坂壮五（阿部敦）、四葉環（KENN）、七瀬陸（小野賢章） | 「Crescendo」 | ゲーム『アイドリッシュセブン』関連曲                                        |
| 5月31日  | Rabbits Kingdom -Versus-                                                                  | Six Gravity、Procellarum | 「Rabbits Kingdom -Versus-」                                                                                                | 『劇場版 ツキウタ。RABBITS KINGDOM THE MOVIE』主題歌                        |
| 6月10日  | MEDiUM                                                                                    | IDOLiSH7 | 「MEDiUM」 | ゲーム『アイドリッシュセブン』関連曲                                        |
| 6月28日  | 「ツキウタ。」 Best Wishes, ver. Six Gravity & Procellarum                                | Six Gravity、Procellarum | 「Best Wishes,」 | 『ツキウタ。』関連曲                                                        |
| 6月28日  | 「ツキウタ。」 Best Wishes, ver. Six Gravity & Procellarum                                | Procellarum | 「Best Wishes,」 | 『ツキウタ。』関連曲                                                        |
| 7月9日   | Sunny day smile!                                                                          | 七瀬陸 (小野賢章)、二階堂大和 (白井悠介)、六弥ナギ (江口拓也) | 「Sunny day smile!」 | ゲーム『アイドリッシュセブン』関連曲                                        |
| 7月24日  | アオペラ -aoppella!?- 6 初回限定盤 -おっきな★らいおん ver.-                               | おっきな★らいおん | 「Special Diary」 | 『アオペラ -aoppella!?-』関連曲                                             |
| 9月4日   | 劇場版「乙女ゲームの破滅フラグしかない悪役令嬢に転生してしまった…」Blu-ray                | アーキル（小野賢章） | 「Humming moon」 | 劇場版『乙女ゲームの破滅フラグしかない悪役令嬢に転生してしまった…』関連曲   |
| 9月27日  | 「ツキウタ。」劇場版 RABBITS KINGDOM THE MOVIE エンディング主題歌「月たちのメモリア」     | Six Gravity、Procellarum | 「月たちのメモリア」 | 『劇場版 ツキウタ。RABBITS KINGDOM THE MOVIE』主題歌                        |
| 9月27日  | 『HELIOS Rising Heroes』GoldenXXsection VS LILIAN                                         | LILIAN／マリオン・ブライス（小野賢章）、ジュード・アレス（鈴木崚汰） | 「Trust fake」 | 「Trust fake」ゲーム『エリオスライジングヒーローズ』関連曲                  |
| 10月23日 | Paradox Live Opening Show -Battle of Unity- Unit A                                        | 武雷管 | 「FRONTIER」 | 『Paradox Live』関連曲                                                      |
| 11月20日 | LEADiNG TONE                                                                              | IDOLiSH7 | 「Crz Love」 「BE WITH YOU」                                                                                                | ゲーム『アイドリッシュセブン』関連曲                                        |

### その他参加作品
| 発売日         | 商品名                                                                        | 歌 | 楽曲                           | 備考                                      |
| -------------- | ----------------------------------------------------------------------------- | --- | ------------------------------ | ----------------------------------------- |
| 2013年9月25日  | ラジオ「黒子のバスケ 放送委員会」テーマソング                                 | 小野賢章、小野友樹                                                                                                 | 「NEXT GAME」                  | ラジオ「黒子のバスケ 放送委員会」OPテーマ |
| 2013年9月25日  | ラジオ「黒子のバスケ 放送委員会」テーマソング                                 | 小野賢章、小野友樹                                                                                                 | 「Tomorrow Never Lies」        | ラジオ「黒子のバスケ 放送委員会」EDテーマ |
| 2017年2月22日  | 風鈴                                                                          | 野口五郎、信近エリ、小野賢章                                                                                       | 「今だから」                   |                                           |
| 2018年9月19日  | Disney 声の王子様 Voice Stars Dream Selection                                 | 小野賢章 | 「ホエン・シー・ラヴド・ミー」 |                                           |
| 2018年9月19日  | Disney 声の王子様 Voice Stars Dream Selection                                 | 石川界人、上村祐翔、江口拓也、小野賢章、佐藤拓也、武内駿輔、畠中祐、羽多野渉、花江夏樹、日野聡、前野智昭、山下大輝 | 「ミッキーマウス・マーチ」     |                                           |
| 2018年9月19日  | Disney 声の王子様 Voice Stars Dream Selection アニメイト特典CD                | 小野賢章 | 「ミッキーマウス・マーチ」     |                                           |
| 2019年11月22日 | Disney 声の王子様 Voice Stars Dream Live 2019 特典CD                          | 上村祐翔、江口拓也、小野賢章、山下大輝                                                                             | 「トライ・エヴリシング」       |                                           |
| 2019年11月22日 | Disney 声の王子様 Voice Stars Dream Live 2019 特典CD                          | 石川界人、上村祐翔、江口拓也、小野賢章、佐藤拓也、武内駿輔、畠中祐、羽多野渉、花江夏樹、日野聡、前野智昭、山下大輝 | 「星に願いを」                 |                                           |
| 2019年11月22日 | Disney 声の王子様 Voice Stars Dream Live 2019 アニメイト特典CD                | 小野賢章 | 「星に願いを」                 |                                           |
| 2022年7月27日  | [Re:collection] HIT SONG cover series feat.voice actors 〜90's-00's EDITION〜 | 小野賢章 | 「ロビンソン」                 |                                           |

## 書籍
- フォトブック「KENSHO」（2015年、宝島社）

### 写真集
- デジタル写真集『ふたりきりの休日』（2023年10月12日、小学館）[415]

### 雑誌
- nicola

### シリーズ一覧
1. ↑  第1期（2012年）、第2期（2013年 - 2014年）、第3期（2015年）
2. ↑  第1期『マギ The labyrinth of magic』（2012年 - 2013年）、第2期『マギ The kingdom of magic』（2013年 - 2014年）
3. ↑  第1クール（2014年）、第2クール（2015年）
4. ↑  第1期『-HOLLY STAGE FOR 49-』（2014年）、第2期『HOLLY STAGE FOR 50-』（2015年）
5. ↑  第1期（2014年 - 2015年）、第2期『SECOND SEASON』（2015年 - 2016年）、第3期『actII』（2019年 - 2020年）
6. ↑  『XY』（2014年 - 2015年）、『XY 特別編 最強メガシンカ』（2014年 - 2015年）、『XY&Z』（2015年 - 2016年）
7. ↑  第1クール（2015年）、第2クール（2015年）
8. ↑  第1期（2015年）、第2期『キュートランスフォーマー さらなる人気者への道』（2015年）
9. ↑  第1期（2015年）、第2期（2017年）、第3期（2019年）
10. ↑  第1期（2016年）、第2期『2』（2020年）
11. ↑  第1シーズン（2016年）、第2シーズン（2016年）、第3シーズン（2019年）、第5シーズン（2023年）
12. ↑  第1期（2017年）、第2期『2』（2018年）、第3期『3』（2019年）、第4期『4』（2020年）
13. ↑  第1期（2018年）、第2期『Second BEAT!』（2020年）、第3期『Third BEAT!』第1クール（2021年）、第3期『Third BEAT!』第2クール（2022年 - 2023年）
14. ↑  第3期・最終章『:re』（2018年）
15. ↑  第1期（2018年 - 2019年）、第2期『〜かがやきのジュエル〜』（2019年）
16. ↑  Season 3 Part 1（2018年）、Season 3 Part 2（2019年）、The Final Season Part 1（2021年）、The Final Season Part 2（2022年）、The Final Season 完結編（前編）（2023年）
17. ↑  第1期『-風舞高校弓道部-』（2018年 - 2019年）、第2期『-つながりの一射-』（2023年）
18. ↑  SEASON 1（2019年）、SEASON 2（2023年）
19. ↑  第1期（2020年）、第2期『2』（2023年）
20. ↑  第2期『STONE WARS』（2021年）、テレビスペシャル『龍水』（2022年7月10日）、第3期『NEW WORLD』第1クール[115]（2023年）、第3期『NEW WORLD』第2クール（2023年）、第4期『SCIENCE FUTURE』第1クール（2025年）、第4期『SCIENCE FUTURE』第2クール（2025年）
21. ↑  第1期（2021年）、第2期（2022年）
22. ↑  Season 1:第1クール（2022年）、Season 1:第2クール（2022年）、Season 2（2023年）
23. ↑  Season1（2022年）、Season2（2025年）
24. ↑  第1期（2023年）、第2期（2026年）
25. ↑  1st season（2024年）、2nd season（2025年）
26. ↑  第1作（2021年）、第2作『キルケーの魔女』（時期未発表）
27. ↑  第1シリーズ（2019年）、第2シリーズ（2020年）
28. ↑  第1期（2022年）、第2期『地獄の鎮魂歌編』（2023年）

### 初出話一覧
1. ↑  第4期 第1話初出
2. ↑  Season2 第2話初出
3. ↑  Season1 第8話初出
4. ↑  第14話初出
5. ↑  第6話初出
6. ↑  第36話初出
7. 1 2 3 4 5 6 7 8 9 10 11  第1話初出
8. ↑  第13話初出
9. ↑  第4話初出
10. ↑  第10話初出
11. ↑  第7話初出
12. 1 2  第8話初出
13. ↑  第12話初出
14. ↑  第30話初出
15. ↑  第17話初出
16. ↑  第18話初出
17. 1 2  第2話初出
18. 1 2  第9話初出

### ユニットメンバー
1. ↑  アイドルマスター（中村繪里子・山崎はるか・大橋彩香）、藍井エイル、アフィリア・サーガ、angela、いとうかなこ、Wake Up, Girls!、小野賢章、OLDCODEX、喜多村英梨、栗林みな実、GRANRODEO、黒崎真音、ZAQ、JAM Project、sweet ARMS、鈴木このみ、STAR☆ANIS、谷本貴義、田村ゆかり、茅原実里、T.M.Revolution、仲谷明香、流田Project、橋本仁、fhána、FLOW、petit milady、堀江由衣、三澤紗千香、水樹奈々、三森すずこ、宮野真守、μ's、May'n、ゆいかおり（小倉唯&石原夏織）、悠木碧、吉田仁美、LiSA、和田光司
2. ↑  アイドルマスター ミリオンスターズ、AiRI、ASUKA、麻生夏子、アツミサオリ、Annabel、ALI PROJECT、飯塚雅弓、石田燿子、伊藤かな恵、伊藤真澄、ULTRA-PRISM、遠藤会、大橋彩香、緒方恵美、小野賢章、小野大輔、OLDCODEX、喜多修平、CooRie、GRANRODEO、栗林みな実、佐咲紗花、佐藤ひろ美、ZAQ、白石稔、JAM Project、新谷良子、SCREEN mode、鈴村健一、StylipS、STAR☆ANIS、STEREO DIVE FOUNDATION、スフィア、Ceui、田所あずさ、茅原実里、ChouCho、寺島拓篤、TRUE、nano.RIPE、橋本みゆき、畑亜貴、速水奨、ヒャダイン、fhána、飛蘭、真崎エリカ、marble、美郷あき、µ's、milktub、森久保祥太郎、結城アイラ、eufonius、妖精帝國、yozuca*、Larval Stage Planning
3. ↑  angela、昆夏美、今井麻美、井口裕香、春奈るな、GRANRODEO、i☆Ris、内田真礼、内田彩、Pile、鈴木このみ、ゆいかおり、TRUSTRICK、ミルキィホームズ、ZAQ、黒崎真音
4. 1 2 3 4 5  坂本龍馬（谷山紀章）、高杉晋作（鈴木達央）、桂小五郎（森久保祥太郎）、土方歳三（森川智之）、沖田総司（小野賢章）
5. 1 2  風見颯（逢坂良太）、甘木生馬（柿原徹也）、佐伯希星（山下大輝）、富井大樹（蒼井翔太）、舞山春（小野賢章）
6. 1 2 3 4 5 6 7 8 9 10 11  水無月涙（蒼井翔太）、文月海（羽多野渉）、葉月陽（柿原徹也）、長月夜（近藤隆）、神無月郁（小野賢章）、霜月隼（木村良平）
7. 1 2 3 4 5 6 7 8  星谷悠太（花江夏樹）、那雪透（小野賢章）、月皇海斗（ランズベリー・アーサー）、天花寺翔（細谷佳正）、空閑愁（前野智昭）
8. 1 2 3 4 5 6 7 8 9 10 11 12 13 14 15 16 17 18 19 20 21 22 23 24 25  七瀬陸（小野賢章）、和泉一織（増田俊樹）、二階堂大和（白井悠介）、和泉三月（代永翼）、四葉環（KENN）、逢坂壮五（阿部敦）、六弥ナギ（江口拓也）
9. ↑  師走駆（梶裕貴）、睦月始（鳥海浩輔）、如月恋（増田俊樹）、弥生春（前野智昭）、卯月新（細谷佳正）、皐月葵（KENN）
10. ↑  星谷悠太（花江夏樹）、那雪透（小野賢章）、月皇海斗（ランズベリー・アーサー）、天花寺翔（細谷佳正）、空閑愁（前野智昭）、辰己琉唯（岡本信彦）、申渡栄吾（内田雄馬）、戌峰誠士郎（興津和幸）、虎石和泉（KENN）、卯川晶（松岡禎丞）、揚羽陸（島﨑信長）、蜂矢聡（高梨謙吾）、北原廉（梅原裕一郎）、南條聖（武内駿輔）、鳳樹（諏訪部順一）、柊翼（平川大輔）、暁鏡司（森久保祥太郎）、楪・C・リオン（鳥海浩輔）、漣朔也（羽多野渉）、月皇遥斗（子安武人）、魚住朝喜（森川智之）、早乙女律（置鮎龍太郎）、双葉大我（保志総一朗）
11. 1 2  千（立花慎之介）、百（保志総一朗）
12. 1 2  九条天（斉藤壮馬）、八乙女楽（羽多野渉）、十龍之介（佐藤拓也）
13. ↑  小野賢章、勝杏里、土岐隼一、内田雄馬、濱健人
14. ↑  辰己琉唯（岡本信彦）、申渡栄吾（内田雄馬）、戌峰誠士郎（興津和幸）、虎石和泉（KENN）、卯川晶（松岡禎丞）
15. ↑  揚羽陸（島﨑信長）、蜂矢聡（高梨謙吾）
16. ↑  北原廉（梅原裕一郎）、南條聖（武内駿輔）
17. ↑  星谷悠太（花江夏樹）、那雪透（小野賢章）、月皇海斗（ランズベリー・アーサー）、天花寺翔（細谷佳正）、空閑愁（前野智昭）、揚羽陸（島﨑信長）、蜂矢聡（高梨謙吾）、北原廉（梅原裕一郎）、南條聖（武内駿輔）
18. ↑  岡本タマ（斉藤壮馬）、山田ポチ（小野賢章）、木曽トラ（白井悠介）、花咲モモ（花澤香菜）、河原ベー（内田雄馬）、桶谷コマ（黒沢ともよ）、ノラ（梶裕貴）、三河クロ（梅原裕一郎）、野田ゴン（羽多野渉）、倉持ブル（前野智昭）
19. ↑  如月レン（石谷春貴）、ガスト・アドラー（日野聡）、ヴィクター・ヴァレンタイン（諏訪部順一）、マリオン・ブライス（小野賢章）
20. 1 2 3 4 5 6  九頭竜智生（小野賢章）、辰宮晴臣（諏訪部順一）
21. 1 2 3 4 5  師走駆（梶裕貴）、睦月始（鳥海浩輔）、如月恋（増田俊樹）、弥生春（前野智昭）、卯月新（koyomi from 桜men）、皐月葵（KENN）
22. 1 2 3 4  春宮永臣（内田雄馬）、柊迫侃（小野賢章）、大里帆波（花江夏樹）、反郷粋（八代拓）、雛乃秀（増元拓也）、伊佐良和（武内駿輔）
23. ↑  鈴宮壱（木村良平）、丹波燐（逢坂良太）、雁屋園道貴（KENN）、四方ルカ（柿原徹也）、宗円寺雨夜（前野智昭）
24. ↑  是沢舞斗（小野友樹）、綾瀬光緒（豊永利行）、紫垣明（浦田わたる）、宗円寺朝晴（佐藤拓也）、猫屋敷由比（濱野大輝）、深海ふかみ（仲村宗悟）